# فهرست خورشیدگرفتگی‌های سده ۳۰ (میلادی)
این فهرست شامل خورشیدگرفتگی‌های قرن ۳۰ میلادی است که در طی سال‌های ۲۹۰۱ تا ۳۰۰۰ روی خواهند داد. در این دوره ۲۴۸ خورشیدگرفتگی رخ خواهد داد که ۹۱ مورد آن خورشیدگرفتگی جزئی، ۸۲ مورد خورشیدگرفتگی حلقه‌ای، ۶۴ خورشیدگرفتگی کامل و ۱۱ مورد نیز از نوع خورشیدگرفتگی مرکب خواهد بود.
| تاریخ           | زمان بزرگ‌ترین گرفت | چرخهٔ ساروس | نوع    | قدر    | مدت زمان          | مکان                                            | مسیر گرفتگی            | ناحیهٔ جغرافیایی | منبع(ها) |
| --------------- | ------------------ | ---------- | ------ | ------ | ----------------- | ----------------------------------------------- | ---------------------- | --------------- | -------- |
| ۱۰ فوریه ۲۹۰۱   | ۱۰:۵۴:۱۷           | ۱۴۵        | جزئی   | ۰٫۳۳۹۵ | —                 | ۶۲°۰۶′جنوبی ۱۵۳°۴۸′شرقی / ۶۲٫۱°جنوبی ۱۵۳٫۸°شرقی | —                      |                 | [ ۱ ]    |
| ۱۱ مارس ۲۹۰۱    | ۲۲:۲۲:۳۶           | ۱۸۳        | جزئی   | ۰٫۳۲۹۶ | —                 | ۶۱°۱۸′شمالی ۱۳۸°۳۰′شرقی / ۶۱٫۳°شمالی ۱۳۸٫۵°شرقی | —                      |                 | [ ۱ ]    |
| ۵ اوت ۲۹۰۱      | ۱۸:۱۰:۱۹           | ۱۵۰        | جزئی   | ۰٫۵۸۰۱ | —                 | ۶۲°۳۶′شمالی ۴۹°۵۴′شرقی / ۶۲٫۶°شمالی ۴۹٫۹°شرقی   | —                      |                 | [ ۱ ]    |
| ۴ سپتامبر ۲۹۰۱  | ۰۵:۱۹:۴۱           | ۱۸۸        | جزئی   | ۰٫۱۳۴۷ | —                 | ۶۱°۱۸′جنوبی ۳۸°۴۲′شرقی / ۶۱٫۳°جنوبی ۳۸٫۷°شرقی   | —                      |                 | [ ۱ ]    |
| ۳۰ ژانویه ۲۹۰۲  | ۱۹:۱۲:۱۶           | ۱۵۵        | حلقه‌ای | ۰٫۹۴۶۶ | ۰۴ دقیقه ۲۱ ثانیه | ۵۸°۱۸′جنوبی ۶۰°۰۶′غربی / ۵۸٫۳°جنوبی ۶۰٫۱°غربی   | ۲۸۰ کیلومتر (۱۷۰ مایل) |                 | [ ۱ ]    |
| ۲۶ ژوئیه ۲۹۰۲   | ۰۷:۵۲:۴۸           | ۱۶۰        | کامل   | ۱٫۰۶۵۱ | ۰۴ دقیقه ۵۴ ثانیه | ۴۲°۵۴′شمالی ۹۰°۲۴′شرقی / ۴۲٫۹°شمالی ۹۰٫۴°شرقی   | ۲۳۵ کیلومتر (۱۴۶ مایل) |                 | [ ۱ ]    |
| ۱۹ ژانویه ۲۹۰۳  | ۲۰:۲۲:۱۹           | ۱۶۵        | حلقه‌ای | ۰٫۹۱۸۹ | ۱۰ دقیقه ۱۲ ثانیه | ۲۲°۳۶′جنوبی ۱۰۷°۱۲′غربی / ۲۲٫۶°جنوبی ۱۰۷٫۲°غربی | ۳۰۸ کیلومتر (۱۹۱ مایل) |                 | [ ۱ ]    |
| ۱۶ ژوئیه ۲۹۰۳   | ۰۱:۰۰:۴۵           | ۱۷۰        | کامل   | ۱٫۰۷۸۰ | ۰۷ دقیقه ۰۴ ثانیه | ۳°۲۴′شمالی ۱۷۷°۳۰′شرقی / ۳٫۴°شمالی ۱۷۷٫۵°شرقی   | ۲۶۵ کیلومتر (۱۶۵ مایل) |                 | [ ۱ ]    |
| ۸ ژانویه ۲۹۰۴   | ۱۹:۴۰:۳۱           | ۱۷۵        | حلقه‌ای | ۰٫۹۲۸۱ | ۰۹ دقیقه ۲۴ ثانیه | ۱۶°۴۲′شمالی ۱۰۷°۱۲′غربی / ۱۶٫۷°شمالی ۱۰۷٫۲°غربی | ۳۴۸ کیلومتر (۲۱۶ مایل) |                 | [ ۱ ]    |
| ۵ ژوئن ۲۹۰۴     | ۰۷:۲۴:۵۰           | ۱۴۲        | جزئی   | ۰٫۰۰۴۰ | —                 | ۶۷°۳۰′شمالی ۹۳°۴۸′غربی / ۶۷٫۵°شمالی ۹۳٫۸°غربی   | —                      |                 | [ ۱ ]    |
| ۴ ژوئیه ۲۹۰۴    | ۱۶:۵۲:۵۸           | ۱۸۰        | جزئی   | ۰٫۸۴۰۲ | —                 | ۶۴°۴۸′جنوبی ۸۳°۱۸′غربی / ۶۴٫۸°جنوبی ۸۳٫۳°غربی   | —                      |                 | [ ۱ ]    |
| ۲۸ نوامبر ۲۹۰۴  | ۱۱:۳۲:۰۶           | ۱۴۷        | جزئی   | ۰٫۰۸۷۴ | —                 | ۶۸°۱۸′جنوبی ۱۴۸°۳۶′غربی / ۶۸٫۳°جنوبی ۱۴۸٫۶°غربی | —                      |                 | [ ۱ ]    |
| ۲۸ دسامبر ۲۹۰۴  | ۰۰:۲۶:۵۶           | ۱۸۵        | جزئی   | ۰٫۴۶۶۹ | —                 | ۶۵°۳۰′شمالی ۱۶۸°۳۰′شرقی / ۶۵٫۵°شمالی ۱۶۸٫۵°شرقی | —                      |                 | [ ۱ ]    |
| ۲۵ مه ۲۹۰۵      | ۱۳:۴۹:۰۶           | ۱۵۲        | حلقه‌ای | ۰٫۹۵۰۵ | ۰۳ دقیقه ۳۹ ثانیه | ۷۸°۳۶′شمالی ۳۲°۳۰′غربی / ۷۸٫۶°شمالی ۳۲٫۵°غربی   | ۳۴۶ کیلومتر (۲۱۵ مایل) |                 | [ ۱ ]    |
| ۱۸ نوامبر ۲۹۰۵  | ۰۲:۱۱:۳۶           | ۱۵۷        | کامل   | ۱٫۰۴۷۷ | ۰۳ دقیقه ۰۱ ثانیه | ۶۸°۵۴′جنوبی ۱۴۱°۱۸′شرقی / ۶۸٫۹°جنوبی ۱۴۱٫۳°شرقی | ۲۵۲ کیلومتر (۱۵۷ مایل) |                 | [ ۱ ]    |
| ۱۴ مه ۲۹۰۶      | ۱۴:۲۷:۴۴           | ۱۶۲        | حلقه‌ای | ۰٫۹۳۹۸ | ۰۷ دقیقه ۴۱ ثانیه | ۲۵°۱۲′شمالی ۲۳°۰۰′غربی / ۲۵٫۲°شمالی ۲۳٫۰°غربی   | ۲۲۵ کیلومتر (۱۴۰ مایل) |                 | [ ۱ ]    |
| ۷ نوامبر ۲۹۰۶   | ۱۸:۱۸:۰۳           | ۱۶۷        | کامل   | ۱٫۰۴۶۱ | ۰۴ دقیقه ۱۵ ثانیه | ۲۱°۱۸′جنوبی ۸۴°۰۶′غربی / ۲۱٫۳°جنوبی ۸۴٫۱°غربی   | ۱۵۴ کیلومتر (۹۶ مایل)  |                 | [ ۱ ]    |
| ۳ مه ۲۹۰۷       | ۱۶:۱۵:۲۹           | ۱۷۲        | حلقه‌ای | ۰٫۹۶۳۲ | ۰۴ دقیقه ۲۰ ثانیه | ۲۲°۲۴′جنوبی ۴۰°۵۴′غربی / ۲۲٫۴°جنوبی ۴۰٫۹°غربی   | ۱۷۰ کیلومتر (۱۱۰ مایل) |                 | [ ۱ ]    |
| ۲۸ اکتبر ۲۹۰۷   | ۰۷:۰۹:۴۷           | ۱۷۷        | حلقه‌ای | ۰٫۹۹۴۹ | ۰۰ دقیقه ۳۱ ثانیه | ۲۶°۴۸′شمالی ۹۴°۱۸′شرقی / ۲۶٫۸°شمالی ۹۴٫۳°شرقی   | ۲۳ کیلومتر (۱۴ مایل)   |                 | [ ۱ ]    |
| ۲۳ مارس ۲۹۰۸    | ۱۴:۱۸:۰۲           | ۱۴۴        | جزئی   | ۰٫۳۲۶۲ | —                 | ۷۲°۰۶′شمالی ۱۱۱°۱۲′غربی / ۷۲٫۱°شمالی ۱۱۱٫۲°غربی | —                      |                 | [ ۱ ]    |
| ۲۲ آوریل ۲۹۰۸   | ۰۰:۴۶:۳۳           | ۱۸۲        | جزئی   | ۰٫۴۱۸۹ | —                 | ۷۱°۰۶′جنوبی ۱۲۵°۴۲′غربی / ۷۱٫۱°جنوبی ۱۲۵٫۷°غربی | —                      |                 | [ ۱ ]    |
| ۱۶ سپتامبر ۲۹۰۸ | ۲۱:۳۳:۴۲           | ۱۴۹        | جزئی   | ۰٫۱۷۵۰ | —                 | ۷۲°۱۲′جنوبی ۱۴۷°۴۸′شرقی / ۷۲٫۲°جنوبی ۱۴۷٫۸°شرقی | —                      |                 | [ ۱ ]    |
| ۱۶ اکتبر ۲۹۰۸   | ۱۳:۱۳:۴۵           | ۱۸۷        | جزئی   | ۰٫۲۱۷۰ | —                 | ۷۱°۳۶′شمالی ۵۴°۴۲′شرقی / ۷۱٫۶°شمالی ۵۴٫۷°شرقی   | —                      |                 | [ ۱ ]    |
| ۱۳ مارس ۲۹۰۹    | ۰۶:۰۰:۵۸           | ۱۵۴        | کامل   | ۱٫۰۴۹۵ | ۰۳ دقیقه ۵۶ ثانیه | ۳۶°۴۸′شمالی ۹۳°۰۶′شرقی / ۳۶٫۸°شمالی ۹۳٫۱°شرقی   | ۲۱۹ کیلومتر (۱۳۶ مایل) |                 | [ ۱ ]    |
| ۵ سپتامبر ۲۹۰۹  | ۲۱:۵۵:۴۰           | ۱۵۹        | حلقه‌ای | ۰٫۹۴۸۶ | ۰۵ دقیقه ۳۱ ثانیه | ۳۷°۴۲′جنوبی ۱۴۸°۳۰′غربی / ۳۷٫۷°جنوبی ۱۴۸٫۵°غربی | ۲۶۹ کیلومتر (۱۶۷ مایل) |                 | [ ۱ ]    |
| ۲ مارس ۲۹۱۰     | ۲۱:۱۰:۴۵           | ۱۶۴        | کامل   | ۱٫۰۲۲۸ | ۰۲ دقیقه ۱۵ ثانیه | ۷°۵۴′جنوبی ۱۱۹°۰۰′غربی / ۷٫۹°جنوبی ۱۱۹٫۰°غربی   | ۷۸ کیلومتر (۴۸ مایل)   |                 | [ ۱ ]    |
| ۲۶ اوت ۲۹۱۰     | ۰۲:۵۹:۳۳           | ۱۶۹        | مرکب   | ۱٫۰۰۰۹ | ۰۰ دقیقه ۰۶ ثانیه | ۱۴°۰۰′شمالی ۱۵۲°۴۸′شرقی / ۱۴٫۰°شمالی ۱۵۲٫۸°شرقی | ۳ کیلومتر (۱٫۹ مایل)   |                 | [ ۱ ]    |
| ۲۰ فوریه ۲۹۱۱   | ۰۷:۱۵:۰۴           | ۱۷۴        | حلقه‌ای | ۰٫۹۶۰۴ | ۰۳ دقیقه ۱۹ ثانیه | ۵۷°۰۰′جنوبی ۱۱۰°۴۲′شرقی / ۵۷٫۰°جنوبی ۱۱۰٫۷°شرقی | ۲۱۵ کیلومتر (۱۳۴ مایل) |                 | [ ۱ ]    |
| ۱۵ اوت ۲۹۱۱     | ۱۵:۲۰:۲۱           | ۱۷۹        | کامل   | ۱٫۰۴۸۸ | ۰۳ دقیقه ۱۰ ثانیه | ۶۵°۳۰′شمالی ۵°۵۴′غربی / ۶۵٫۵°شمالی ۵٫۹°غربی     | ۲۸۰ کیلومتر (۱۷۰ مایل) |                 | [ ۱ ]    |
| ۹ فوریه ۲۹۱۲    | ۰۹:۵۵:۰۸           | ۱۸۴        | جزئی   | ۰٫۱۵۴۲ | —                 | ۷۰°۳۶′جنوبی ۱۷۱°۰۶′غربی / ۷۰٫۶°جنوبی ۱۷۱٫۱°غربی | —                      |                 | [ ۱ ]    |
| ۶ ژوئیه ۲۹۱۲    | ۰۱:۲۰:۰۷           | ۱۵۱        | کامل   | ۱٫۰۵۶۸ | ۰۳ دقیقه ۵۹ ثانیه | ۵۸°۳۰′جنوبی ۱۷۶°۰۰′شرقی / ۵۸٫۵°جنوبی ۱۷۶٫۰°شرقی | —                      |                 | [ ۱ ]    |
| ۴ اوت ۲۹۱۲      | ۰۸:۰۴:۴۵           | ۱۸۹        | جزئی   | ۰٫۰۳۰۸ | —                 | ۷۰°۰۰′شمالی ۱۳۷°۱۲′غربی / ۷۰٫۰°شمالی ۱۳۷٫۲°غربی | —                      |                 | [ ۱ ]    |
| ۲۹ دسامبر ۲۹۱۲  | ۱۴:۵۸:۳۷           | ۱۵۶        | حلقه‌ای | ۰٫۹۳۵۶ | ۰۷ دقیقه ۱۰ ثانیه | ۳۸°۴۸′شمالی ۲۶°۱۲′غربی / ۳۸٫۸°شمالی ۲۶٫۲°غربی   | ۵۰۷ کیلومتر (۳۱۵ مایل) |                 | [ ۱ ]    |
| ۲۵ ژوئن ۲۹۱۳    | ۱۶:۰۱:۳۸           | ۱۶۱        | کامل   | ۱٫۰۲۵۵ | ۰۲ دقیقه ۴۵ ثانیه | ۸°۳۰′شمالی ۴۲°۲۴′غربی / ۸٫۵°شمالی ۴۲٫۴°غربی     | ۹۰ کیلومتر (۵۶ مایل)   |                 | [ ۱ ]    |
| ۱۸ دسامبر ۲۹۱۳  | ۲۱:۵۵:۰۶           | ۱۶۶        | حلقه‌ای | ۰٫۹۹۸۵ | ۰۰ دقیقه ۱۰ ثانیه | ۱۵°۱۲′جنوبی ۱۳۳°۰۶′غربی / ۱۵٫۲°جنوبی ۱۳۳٫۱°غربی | ۵ کیلومتر (۳٫۱ مایل)   |                 | [ ۱ ]    |
| ۱۵ ژوئن ۲۹۱۴    | ۰۰:۱۲:۴۰           | ۱۷۱        | حلقه‌ای | ۰٫۹۶۸۱ | ۰۲ دقیقه ۵۲ ثانیه | ۵۵°۱۲′شمالی ۱۷۴°۱۸′غربی / ۵۵٫۲°شمالی ۱۷۴٫۳°غربی | ۱۳۶ کیلومتر (۸۵ مایل)  |                 | [ ۱ ]    |
| ۸ دسامبر ۲۹۱۴   | ۱۱:۲۴:۴۲           | ۱۷۶        | کامل   | ۱٫۰۴۲۲ | ۰۳ دقیقه ۰۲ ثانیه | ۵۵°۰۰′جنوبی ۱۱°۱۲′شرقی / ۵۵٫۰°جنوبی ۱۱٫۲°شرقی   | ۱۶۹ کیلومتر (۱۰۵ مایل) |                 | [ ۱ ]    |
| ۴ ژوئن ۲۹۱۵     | ۰۱:۴۸:۵۲           | ۱۸۱        | جزئی   | ۰٫۴۴۱۰ | —                 | ۶۴°۳۶′شمالی ۱۹°۰۶′شرقی / ۶۴٫۶°شمالی ۱۹٫۱°شرقی   | —                      |                 | [ ۱ ]    |
| ۲۹ اکتبر ۲۹۱۵   | ۱۷:۲۹:۵۳           | ۱۴۸        | جزئی   | ۰٫۱۹۷۸ | —                 | ۶۲°۰۶′شمالی ۷°۳۰′غربی / ۶۲٫۱°شمالی ۷٫۵°غربی     | —                      |                 | [ ۱ ]    |
| ۲۸ نوامبر ۲۹۱۵  | ۰۳:۲۴:۲۲           | ۱۸۶        | جزئی   | ۰٫۵۹۹۴ | —                 | ۶۳°۵۴′جنوبی ۰°۳۰′غربی / ۶۳٫۹°جنوبی ۰٫۵°غربی     | —                      |                 | [ ۱ ]    |
| ۲۳ آوریل ۲۹۱۶   | ۱۳:۰۷:۲۲           | ۱۵۳        | حلقه‌ای | ۰٫۹۷۱۸ | ۰۲ دقیقه ۳۹ ثانیه | ۳۷°۰۶′جنوبی ۲۴°۴۸′شرقی / ۳۷٫۱°جنوبی ۲۴٫۸°شرقی   | ۱۷۳ کیلومتر (۱۰۷ مایل) |                 | [ ۱ ]    |
| ۱۸ اکتبر ۲۹۱۶   | ۰۴:۴۷:۳۷           | ۱۵۸        | حلقه‌ای | ۰٫۹۷۹۴ | ۰۱ دقیقه ۵۴ ثانیه | ۳۴°۳۶′شمالی ۱۴۵°۱۸′شرقی / ۳۴٫۶°شمالی ۱۴۵٫۳°شرقی | ۱۱۱ کیلومتر (۶۹ مایل)  |                 | [ ۱ ]    |
| ۱۲ آوریل ۲۹۱۷   | ۲۳:۳۱:۱۵           | ۱۶۳        | کامل   | ۱٫۰۳۱۲ | ۰۲ دقیقه ۴۸ ثانیه | ۶°۱۲′شمالی ۱۵۵°۱۲′غربی / ۶٫۲°شمالی ۱۵۵٫۲°غربی   | ۱۰۶ کیلومتر (۶۶ مایل)  |                 | [ ۱ ]    |
| ۷ اکتبر ۲۹۱۷    | ۰۸:۵۸:۱۵           | ۱۶۸        | حلقه‌ای | ۰٫۹۴۴۳ | ۰۶ دقیقه ۱۹ ثانیه | ۳°۴۸′جنوبی ۵۹°۳۰′شرقی / ۳٫۸°جنوبی ۵۹٫۵°شرقی     | ۲۰۶ کیلومتر (۱۲۸ مایل) |                 | [ ۱ ]    |
| ۲ آوریل ۲۹۱۸    | ۱۴:۵۵:۲۲           | ۱۷۳        | کامل   | ۱٫۰۵۴۷ | ۰۳ دقیقه ۵۵ ثانیه | ۳۹°۱۸′شمالی ۵۰°۲۴′غربی / ۳۹٫۳°شمالی ۵۰٫۴°غربی   | ۲۳۳ کیلومتر (۱۴۵ مایل) |                 | [ ۱ ]    |
| ۲۶ سپتامبر ۲۹۱۸ | ۰۹:۰۲:۱۲           | ۱۷۸        | حلقه‌ای | ۰٫۹۳۹۱ | ۰۵ دقیقه ۵۴ ثانیه | ۳۹°۱۲′جنوبی ۳۲°۳۰′شرقی / ۳۹٫۲°جنوبی ۳۲٫۵°شرقی   | ۳۰۸ کیلومتر (۱۹۱ مایل) |                 | [ ۱ ]    |
| ۲۱ فوریه ۲۹۱۹   | ۱۹:۲۹:۴۶           | ۱۴۵        | جزئی   | ۰٫۳۱۶۸ | —                 | ۶۱°۴۲′جنوبی ۱۶°۳۶′شرقی / ۶۱٫۷°جنوبی ۱۶٫۶°شرقی   | —                      |                 | [ ۱ ]    |
| ۲۳ مارس ۲۹۱۹    | ۰۶:۵۰:۵۸           | ۱۸۳        | جزئی   | ۰٫۳۶۲۷ | —                 | ۶۱°۱۸′شمالی ۳°۱۲′شرقی / ۶۱٫۳°شمالی ۳٫۲°شرقی     | —                      |                 | [ ۱ ]    |
| ۱۷ اوت ۲۹۱۹     | ۰۱:۱۸:۵۰           | ۱۵۰        | جزئی   | ۰٫۴۵۲۶ | —                 | ۶۲°۰۶′شمالی ۶۵°۴۲′غربی / ۶۲٫۱°شمالی ۶۵٫۷°غربی   | —                      |                 | [ ۱ ]    |
| ۱۵ سپتامبر ۲۹۱۹ | ۱۲:۲۶:۴۹           | ۱۸۸        | جزئی   | ۰٫۲۶۱۱ | —                 | ۶۱°۱۲′جنوبی ۷۶°۱۸′غربی / ۶۱٫۲°جنوبی ۷۶٫۳°غربی   | —                      |                 | [ ۱ ]    |
| ۱۱ فوریه ۲۹۲۰   | ۰۳:۲۸:۳۶           | ۱۵۵        | حلقه‌ای | ۰٫۹۴۴۹ | ۰۴ دقیقه ۳۴ ثانیه | ۵۴°۳۶′جنوبی ۱۷۸°۰۶′شرقی / ۵۴٫۶°جنوبی ۱۷۸٫۱°شرقی | ۲۹۳ کیلومتر (۱۸۲ مایل) |                 | [ ۱ ]    |
| ۵ اوت ۲۹۲۰      | ۱۵:۱۹:۱۰           | ۱۶۰        | کامل   | ۱٫۰۶۶۰ | ۰۴ دقیقه ۴۸ ثانیه | ۴۳°۴۸′شمالی ۱۶°۳۶′غربی / ۴۳٫۸°شمالی ۱۶٫۶°غربی   | ۲۴۸ کیلومتر (۱۵۴ مایل) |                 | [ ۱ ]    |
| ۳۰ ژانویه ۲۹۲۱  | ۰۴:۲۴:۵۸           | ۱۶۵        | حلقه‌ای | ۰٫۹۱۸۷ | ۱۰ دقیقه ۰۱ ثانیه | ۲۰°۱۸′جنوبی ۱۳۳°۴۲′شرقی / ۲۰٫۳°جنوبی ۱۳۳٫۷°شرقی | ۳۰۹ کیلومتر (۱۹۲ مایل) |                 | [ ۱ ]    |
| ۲۶ ژوئیه ۲۹۲۱   | ۰۸:۲۹:۲۹           | ۱۷۰        | کامل   | ۱٫۰۷۷۵ | ۰۶ دقیقه ۵۰ ثانیه | ۵°۴۸′شمالی ۶۶°۱۲′شرقی / ۵٫۸°شمالی ۶۶٫۲°شرقی     | ۲۵۸ کیلومتر (۱۶۰ مایل) |                 | [ ۱ ]    |
| ۱۹ ژانویه ۲۹۲۲  | ۰۳:۵۰:۰۴           | ۱۷۵        | حلقه‌ای | ۰٫۹۲۹۶ | ۰۸ دقیقه ۵۳ ثانیه | ۱۷°۱۲′شمالی ۱۲۹°۱۸′شرقی / ۱۷٫۲°شمالی ۱۲۹٫۳°شرقی | ۳۳۵ کیلومتر (۲۰۸ مایل) |                 | [ ۱ ]    |
| ۱۶ ژوئیه ۲۹۲۲   | ۰۰:۰۹:۴۵           | ۱۸۰        | جزئی   | ۰٫۹۷۱۳ | —                 | ۶۴°۰۰′جنوبی ۱۵۸°۱۸′شرقی / ۶۴٫۰°جنوبی ۱۵۸٫۳°شرقی | —                      |                 | [ ۱ ]    |
| ۹ دسامبر ۲۹۲۲   | ۱۹:۵۹:۵۴           | ۱۴۷        | جزئی   | ۰٫۰۶۶۲ | —                 | ۶۷°۱۸′جنوبی ۷۳°۵۴′شرقی / ۶۷٫۳°جنوبی ۷۳٫۹°شرقی   | —                      |                 | [ ۱ ]    |
| ۸ ژانویه ۲۹۲۳   | ۰۸:۵۵:۵۱           | ۱۸۵        | جزئی   | ۰٫۴۸۶۴ | —                 | ۶۴°۳۰′شمالی ۳۲°۰۰′شرقی / ۶۴٫۵°شمالی ۳۲٫۰°شرقی   | —                      |                 | [ ۱ ]    |
| ۵ ژوئن ۲۹۲۳     | ۲۰:۴۱:۴۶           | ۱۵۲        | حلقه‌ای | ۰٫۹۴۸۳ | ۰۳ دقیقه ۲۸ ثانیه | ۸۹°۳۰′شمالی ۱۵۰°۰۰′شرقی / ۸۹٫۵°شمالی ۱۵۰٫۰°شرقی | ۴۹۸ کیلومتر (۳۰۹ مایل) |                 | [ ۱ ]    |
| ۲۹ نوامبر ۲۹۲۳  | ۱۰:۴۳:۵۳           | ۱۵۷        | کامل   | ۱٫۰۴۵۴ | ۰۲ دقیقه ۴۷ ثانیه | ۷۳°۴۸′جنوبی ۲۰°۱۲′شرقی / ۷۳٫۸°جنوبی ۲۰٫۲°شرقی   | ۲۵۱ کیلومتر (۱۵۶ مایل) |                 | [ ۱ ]    |
| ۲۴ مه ۲۹۲۴      | ۲۱:۱۷:۵۴           | ۱۶۲        | حلقه‌ای | ۰٫۹۴۲۶ | ۰۷ دقیقه ۰۲ ثانیه | ۳۱°۳۰′شمالی ۱۲۴°۴۲′غربی / ۳۱٫۵°شمالی ۱۲۴٫۷°غربی | ۲۱۶ کیلومتر (۱۳۴ مایل) |                 | [ ۱ ]    |
| ۱۸ نوامبر ۲۹۲۴  | ۰۲:۳۸:۴۴           | ۱۶۷        | کامل   | ۱٫۰۴۱۳ | ۰۳ دقیقه ۴۷ ثانیه | ۲۵°۴۸′جنوبی ۱۵۱°۳۶′شرقی / ۲۵٫۸°جنوبی ۱۵۱٫۶°شرقی | ۱۳۹ کیلومتر (۸۶ مایل)  |                 | [ ۱ ]    |
| ۱۳ مه ۲۹۲۵      | ۲۳:۳۰:۱۲           | ۱۷۲        | حلقه‌ای | ۰٫۹۶۹۳ | ۰۳ دقیقه ۴۵ ثانیه | ۱۵°۳۶′جنوبی ۱۵۲°۰۰′غربی / ۱۵٫۶°جنوبی ۱۵۲٫۰°غربی | ۱۳۳ کیلومتر (۸۳ مایل)  |                 | [ ۱ ]    |
| ۷ نوامبر ۲۹۲۵   | ۱۵:۰۵:۱۴           | ۱۷۷        | حلقه‌ای | ۰٫۹۸۹۴ | ۰۱ دقیقه ۰۸ ثانیه | ۲۱°۲۴′شمالی ۲۶°۵۴′غربی / ۲۱٫۴°شمالی ۲۶٫۹°غربی   | ۴۷ کیلومتر (۲۹ مایل)   |                 | [ ۱ ]    |
| ۳ آوریل ۲۹۲۶    | ۲۲:۳۴:۵۵           | ۱۴۴        | جزئی   | ۰٫۲۷۸۵ | —                 | ۷۱°۵۴′شمالی ۱۱۱°۰۰′شرقی / ۷۱٫۹°شمالی ۱۱۱٫۰°شرقی | —                      |                 | [ ۱ ]    |
| ۳ مه ۲۹۲۶       | ۰۸:۳۳:۱۸           | ۱۸۲        | جزئی   | ۰٫۵۰۹۹ | —                 | ۷۰°۲۴′جنوبی ۱۰۵°۱۲′شرقی / ۷۰٫۴°جنوبی ۱۰۵٫۲°شرقی | —                      |                 | [ ۱ ]    |
| ۲۸ سپتامبر ۲۹۲۶ | ۰۴:۲۶:۳۴           | ۱۴۹        | جزئی   | ۰٫۰۶۵۵ | —                 | ۷۲°۱۲′جنوبی ۳۱°۰۰′شرقی / ۷۲٫۲°جنوبی ۳۱٫۰°شرقی   | —                      |                 | [ ۱ ]    |
| ۲۷ اکتبر ۲۹۲۶   | ۲۰:۳۶:۵۷           | ۱۸۷        | جزئی   | ۰٫۲۸۹۵ | —                 | ۷۱°۰۰′شمالی ۶۹°۰۰′غربی / ۷۱٫۰°شمالی ۶۹٫۰°غربی   | —                      |                 | [ ۱ ]    |
| ۲۴ مارس ۲۹۲۷    | ۱۴:۳۲:۰۳           | ۱۵۴        | کامل   | ۱٫۰۵۱۴ | ۰۳ دقیقه ۵۴ ثانیه | ۴۲°۳۶′شمالی ۳۶°۴۸′غربی / ۴۲٫۶°شمالی ۳۶٫۸°غربی   | ۲۳۳ کیلومتر (۱۴۵ مایل) |                 | [ ۱ ]    |
| ۱۷ سپتامبر ۲۹۲۷ | ۰۴:۴۶:۰۵           | ۱۵۹        | حلقه‌ای | ۰٫۹۴۷۰ | ۰۵ دقیقه ۱۰ ثانیه | ۴۷°۰۶′جنوبی ۱۰۳°۱۲′شرقی / ۴۷٫۱°جنوبی ۱۰۳٫۲°شرقی | ۳۱۴ کیلومتر (۱۹۵ مایل) |                 | [ ۱ ]    |
| ۱۳ مارس ۲۹۲۸    | ۰۵:۳۹:۵۴           | ۱۶۴        | کامل   | ۱٫۰۲۲۵ | ۰۲ دقیقه ۱۳ ثانیه | ۲°۳۶′جنوبی ۱۱۳°۱۸′شرقی / ۲٫۶°جنوبی ۱۱۳٫۳°شرقی   | ۷۷ کیلومتر (۴۸ مایل)   |                 | [ ۱ ]    |
| ۵ سپتامبر ۲۹۲۸  | ۱۰:۰۹:۲۳           | ۱۶۹        | مرکب   | ۱٫۰۰۲۴ | ۰۰ دقیقه ۱۶ ثانیه | ۶°۰۶′شمالی ۴۳°۴۸′شرقی / ۶٫۱°شمالی ۴۳٫۸°شرقی     | ۸ کیلومتر (۵٫۰ مایل)   |                 | [ ۱ ]    |
| ۲ مارس ۲۹۲۹     | ۱۵:۲۹:۱۶           | ۱۷۴        | حلقه‌ای | ۰٫۹۵۹۷ | ۰۳ دقیقه ۳۲ ثانیه | ۵۱°۴۲′جنوبی ۱۳°۳۰′غربی / ۵۱٫۷°جنوبی ۱۳٫۵°غربی   | ۲۱۴ کیلومتر (۱۳۳ مایل) |                 | [ ۱ ]    |
| ۲۵ اوت ۲۹۲۹     | ۲۲:۴۷:۴۳           | ۱۷۹        | کامل   | ۱٫۰۵۱۵ | ۰۳ دقیقه ۳۷ ثانیه | ۵۵°۳۶′شمالی ۱۲۴°۲۴′غربی / ۵۵٫۶°شمالی ۱۲۴٫۴°غربی | ۲۵۴ کیلومتر (۱۵۸ مایل) |                 | [ ۱ ]    |
| ۱۹ فوریه ۲۹۳۰   | ۱۷:۵۴:۴۰           | ۱۸۴        | جزئی   | ۰٫۱۷۱۹ | —                 | ۷۱°۱۸′جنوبی ۵۶°۱۸′شرقی / ۷۱٫۳°جنوبی ۵۶٫۳°شرقی   | —                      |                 | [ ۱ ]    |
| ۱۷ ژوئیه ۲۹۳۰   | ۰۸:۴۷:۳۲           | ۱۵۱        | جزئی   | ۰٫۹۰۶۳ | —                 | ۶۸°۳۰′جنوبی ۵۳°۰۰′شرقی / ۶۸٫۵°جنوبی ۵۳٫۰°شرقی   | —                      |                 | [ ۱ ]    |
| ۱۵ اوت ۲۹۳۰     | ۱۵:۳۶:۵۲           | ۱۸۹        | جزئی   | ۰٫۱۶۴۲ | —                 | ۷۰°۴۸′شمالی ۹۷°۴۲′شرقی / ۷۰٫۸°شمالی ۹۷٫۷°شرقی   | —                      |                 | [ ۱ ]    |
| ۹ ژانویه ۲۹۳۱   | ۲۳:۱۲:۰۵           | ۱۵۶        | حلقه‌ای | ۰٫۹۳۶۹ | ۰۶ دقیقه ۵۲ ثانیه | ۴۰°۴۲′شمالی ۱۵۳°۱۲′غربی / ۴۰٫۷°شمالی ۱۵۳٫۲°غربی | ۵۱۰ کیلومتر (۳۲۰ مایل) |                 | [ ۱ ]    |
| ۶ ژوئیه ۲۹۳۱    | ۲۳:۱۳:۲۴           | ۱۶۱        | کامل   | ۱٫۰۲۲۶ | ۰۲ دقیقه ۳۰ ثانیه | ۳°۰۶′شمالی ۱۵۰°۳۰′غربی / ۳٫۱°شمالی ۱۵۰٫۵°غربی   | ۸۱ کیلومتر (۵۰ مایل)   |                 | [ ۱ ]    |
| ۳۰ دسامبر ۲۹۳۱  | ۰۶:۲۸:۲۴           | ۱۶۶        | حلقه‌ای | ۱٫۰۰۰۰ | ۰۰ دقیقه ۰۰ ثانیه | ۱۴°۳۰′جنوبی ۹۹°۴۲′شرقی / ۱۴٫۵°جنوبی ۹۹٫۷°شرقی   | ۰ کیلومتر (۰ مایل)     |                 | [ ۱ ]    |
| ۲۵ ژوئن ۲۹۳۲    | ۰۷:۰۰:۰۱           | ۱۷۱        | حلقه‌ای | ۰٫۹۶۷۶ | ۰۳ دقیقه ۰۶ ثانیه | ۵۰°۳۰′شمالی ۹۰°۰۰′شرقی / ۵۰٫۵°شمالی ۹۰٫۰°شرقی   | ۱۳۱ کیلومتر (۸۱ مایل)  |                 | [ ۱ ]    |
| ۱۸ دسامبر ۲۹۳۲  | ۲۰:۰۶:۴۴           | ۱۷۶        | کامل   | ۱٫۰۴۱۸ | ۰۳ دقیقه ۰۱ ثانیه | ۵۵°۲۴′جنوبی ۱۱۳°۰۰′غربی / ۵۵٫۴°جنوبی ۱۱۳٫۰°غربی | ۱۶۶ کیلومتر (۱۰۳ مایل) |                 | [ ۱ ]    |
| ۱۴ ژوئن ۲۹۳۳    | ۰۸:۲۶:۱۵           | ۱۸۱        | جزئی   | ۰٫۵۷۱۸ | —                 | ۶۵°۳۰′شمالی ۸۹°۳۰′غربی / ۶۵٫۵°شمالی ۸۹٫۵°غربی   | —                      |                 | [ ۱ ]    |
| ۹ نوامبر ۲۹۳۳   | ۰۱:۴۰:۳۱           | ۱۴۸        | جزئی   | ۰٫۱۳۳۹ | —                 | ۶۲°۳۶′شمالی ۱۳۸°۳۶′غربی / ۶۲٫۶°شمالی ۱۳۸٫۶°غربی | —                      |                 | [ ۱ ]    |
| ۸ دسامبر ۲۹۳۳   | ۱۲:۰۰:۲۰           | ۱۸۶        | جزئی   | ۰٫۶۲۷۵ | —                 | ۶۴°۵۴′جنوبی ۱۳۸°۳۶′غربی / ۶۴٫۹°جنوبی ۱۳۸٫۶°غربی | —                      |                 | [ ۱ ]    |
| ۴ مه ۲۹۳۴       | ۲۰:۳۶:۳۷           | ۱۵۳        | حلقه‌ای | ۰٫۹۷۶۴ | ۰۲ دقیقه ۱۲ ثانیه | ۳۹°۴۲′جنوبی ۸۷°۳۰′غربی / ۳۹٫۷°جنوبی ۸۷٫۵°غربی   | ۱۶۸ کیلومتر (۱۰۴ مایل) |                 | [ ۱ ]    |
| ۲۹ اکتبر ۲۹۳۴   | ۱۲:۲۸:۴۳           | ۱۵۸        | حلقه‌ای | ۰٫۹۷۲۷ | ۰۲ دقیقه ۳۵ ثانیه | ۳۵°۳۶′شمالی ۲۹°۵۴′شرقی / ۳۵٫۶°شمالی ۲۹٫۹°شرقی   | ۱۶۳ کیلومتر (۱۰۱ مایل) |                 | [ ۱ ]    |
| ۲۴ آوریل ۲۹۳۵   | ۰۷:۳۲:۱۳           | ۱۶۳        | کامل   | ۱٫۰۳۶۸ | ۰۳ دقیقه ۲۰ ثانیه | ۷°۵۴′شمالی ۸۵°۳۰′شرقی / ۷٫۹°شمالی ۸۵٫۵°شرقی     | ۱۲۴ کیلومتر (۷۷ مایل)  |                 | [ ۱ ]    |
| ۱۸ اکتبر ۲۹۳۵   | ۱۶:۰۷:۵۱           | ۱۶۸        | حلقه‌ای | ۰٫۹۴۰۱ | ۰۶ دقیقه ۵۹ ثانیه | ۵°۰۰′جنوبی ۴۶°۴۲′غربی / ۵٫۰°جنوبی ۴۶٫۷°غربی     | ۲۲۳ کیلومتر (۱۳۹ مایل) |                 | [ ۱ ]    |
| ۱۲ آوریل ۲۹۳۶   | ۲۳:۱۳:۳۷           | ۱۷۳        | کامل   | ۱٫۰۵۸۴ | ۰۴ دقیقه ۰۸ ثانیه | ۴۱°۳۶′شمالی ۱۷۳°۳۶′غربی / ۴۱٫۶°شمالی ۱۷۳٫۶°غربی | ۲۴۰ کیلومتر (۱۵۰ مایل) |                 | [ ۱ ]    |
| ۶ اکتبر ۲۹۳۶    | ۱۶:۰۲:۳۹           | ۱۷۸        | حلقه‌ای | ۰٫۹۳۸۵ | ۰۵ دقیقه ۵۷ ثانیه | ۳۹°۲۴′جنوبی ۷۰°۰۶′غربی / ۳۹٫۴°جنوبی ۷۰٫۱°غربی   | ۲۹۰ کیلومتر (۱۸۰ مایل) |                 | [ ۱ ]    |
| ۴ مارس ۲۹۳۷     | ۰۳:۵۸:۳۴           | ۱۴۵        | جزئی   | ۰٫۲۸۵۱ | —                 | ۶۱°۱۸′جنوبی ۱۱۸°۴۸′غربی / ۶۱٫۳°جنوبی ۱۱۸٫۸°غربی | —                      |                 | [ ۱ ]    |
| ۲ آوریل ۲۹۳۷    | ۱۵:۱۰:۱۹           | ۱۸۳        | جزئی   | ۰٫۴۰۸۳ | —                 | ۶۱°۲۴′شمالی ۱۲۹°۴۲′غربی / ۶۱٫۴°شمالی ۱۲۹٫۷°غربی | —                      |                 | [ ۱ ]    |
| ۲۷ اوت ۲۹۳۷     | ۰۸:۳۲:۱۰           | ۱۵۰        | جزئی   | ۰٫۳۳۰۶ | —                 | ۶۱°۴۲′شمالی ۱۷۷°۳۶′شرقی / ۶۱٫۷°شمالی ۱۷۷٫۶°شرقی | —                      |                 | [ ۱ ]    |
| ۲۵ سپتامبر ۲۹۳۷ | ۱۹:۴۲:۱۹           | ۱۸۸        | جزئی   | ۰٫۳۷۷۷ | —                 | ۶۱°۰۶′جنوبی ۱۶۶°۴۲′شرقی / ۶۱٫۱°جنوبی ۱۶۶٫۷°شرقی | —                      |                 | [ ۱ ]    |
| ۲۱ فوریه ۲۹۳۸   | ۱۱:۳۹:۳۱           | ۱۵۵        | حلقه‌ای | ۰٫۹۴۳۶ | ۰۴ دقیقه ۴۶ ثانیه | ۵۱°۰۶′جنوبی ۵۶°۳۶′شرقی / ۵۱٫۱°جنوبی ۵۶٫۶°شرقی   | ۳۰۶ کیلومتر (۱۹۰ مایل) |                 | [ ۱ ]    |
| ۱۶ اوت ۲۹۳۸     | ۲۲:۴۹:۰۳           | ۱۶۰        | کامل   | ۱٫۰۶۶۰ | ۰۴ دقیقه ۴۲ ثانیه | ۴۳°۵۴′شمالی ۱۲۴°۴۲′غربی / ۴۳٫۹°شمالی ۱۲۴٫۷°غربی | ۲۶۱ کیلومتر (۱۶۲ مایل) |                 | [ ۱ ]    |
| ۱۰ فوریه ۲۹۳۹   | ۱۲:۲۳:۳۸           | ۱۶۵        | حلقه‌ای | ۰٫۹۱۹۱ | ۰۹ دقیقه ۴۵ ثانیه | ۱۷°۳۶′جنوبی ۱۵°۱۲′شرقی / ۱۷٫۶°جنوبی ۱۵٫۲°شرقی   | ۳۰۷ کیلومتر (۱۹۱ مایل) |                 | [ ۱ ]    |
| ۶ اوت ۲۹۳۹      | ۱۵:۵۹:۲۷           | ۱۷۰        | کامل   | ۱٫۰۷۶۱ | ۰۶ دقیقه ۳۳ ثانیه | ۷°۱۸′شمالی ۴۵°۰۶′غربی / ۷٫۳°شمالی ۴۵٫۱°غربی     | ۲۵۰ کیلومتر (۱۶۰ مایل) |                 | [ ۱ ]    |
| ۳۰ ژانویه ۲۹۴۰  | ۱۱:۵۹:۵۷           | ۱۷۵        | حلقه‌ای | ۰٫۹۳۱۹ | ۰۸ دقیقه ۱۵ ثانیه | ۱۸°۱۸′شمالی ۵°۴۸′شرقی / ۱۸٫۳°شمالی ۵٫۸°شرقی     | ۳۱۹ کیلومتر (۱۹۸ مایل) |                 | [ ۱ ]    |
| ۲۶ ژوئیه ۲۹۴۰   | ۰۷:۲۳:۰۶           | ۱۸۰        | کامل   | ۱٫۰۲۴۴ | ۰۱ دقیقه ۵۶ ثانیه | ۴۸°۰۰′جنوبی ۶۰°۱۸′شرقی / ۴۸٫۰°جنوبی ۶۰٫۳°شرقی   | ۲۵۶ کیلومتر (۱۵۹ مایل) |                 | [ ۱ ]    |
| ۲۰ دسامبر ۲۹۴۰  | ۰۴:۳۴:۳۸           | ۱۴۷        | جزئی   | ۰٫۰۵۳۴ | —                 | ۶۶°۱۲′جنوبی ۶۴°۵۴′غربی / ۶۶٫۲°جنوبی ۶۴٫۹°غربی   | —                      |                 | [ ۱ ]    |
| ۱۸ ژانویه ۲۹۴۱  | ۱۷:۲۸:۲۶           | ۱۸۵        | جزئی   | ۰٫۵۰۲۱ | —                 | ۶۳°۳۶′شمالی ۱۰۵°۰۶′غربی / ۶۳٫۶°شمالی ۱۰۵٫۱°غربی | —                      |                 | [ ۱ ]    |
| ۱۶ ژوئن ۲۹۴۱    | ۰۳:۲۵:۳۸           | ۱۵۲        | حلقه‌ای | ۰٫۹۶۵۷ | —                 | ۶۶°۲۴′شمالی ۴۳°۵۴′غربی / ۶۶٫۴°شمالی ۴۳٫۹°غربی   | —                      |                 | [ ۱ ]    |
| ۹ دسامبر ۲۹۴۱   | ۱۹:۲۳:۱۴           | ۱۵۷        | کامل   | ۱٫۰۴۳۴ | ۰۲ دقیقه ۳۶ ثانیه | ۷۷°۰۰′جنوبی ۹۵°۰۶′غربی / ۷۷٫۰°جنوبی ۹۵٫۱°غربی   | ۲۴۸ کیلومتر (۱۵۴ مایل) |                 | [ ۱ ]    |
| ۵ ژوئن ۲۹۴۲     | ۰۴:۰۰:۱۲           | ۱۶۲        | حلقه‌ای | ۰٫۹۴۵۲ | ۰۶ دقیقه ۲۲ ثانیه | ۳۷°۳۰′شمالی ۱۳۶°۳۰′شرقی / ۳۷٫۵°شمالی ۱۳۶٫۵°شرقی | ۲۰۹ کیلومتر (۱۳۰ مایل) |                 | [ ۱ ]    |
| ۲۹ نوامبر ۲۹۴۲  | ۱۱:۰۶:۴۸           | ۱۶۷        | کامل   | ۱٫۰۳۶۷ | ۰۳ دقیقه ۲۱ ثانیه | ۲۹°۱۸′جنوبی ۲۶°۱۲′شرقی / ۲۹٫۳°جنوبی ۲۶٫۲°شرقی   | ۱۲۴ کیلومتر (۷۷ مایل)  |                 | [ ۱ ]    |
| ۲۵ مه ۲۹۴۳      | ۰۶:۳۹:۵۹           | ۱۷۲        | حلقه‌ای | ۰٫۹۷۵۳ | ۰۳ دقیقه ۰۴ ثانیه | ۹°۱۲′جنوبی ۹۸°۴۸′شرقی / ۹٫۲°جنوبی ۹۸٫۸°شرقی     | ۱۰۲ کیلومتر (۶۳ مایل)  |                 | [ ۱ ]    |
| ۱۸ نوامبر ۲۹۴۳  | ۲۳:۰۶:۱۸           | ۱۷۷        | حلقه‌ای | ۰٫۹۸۴۰ | ۰۱ دقیقه ۴۸ ثانیه | ۱۷°۰۰′شمالی ۱۴۸°۵۴′غربی / ۱۷٫۰°شمالی ۱۴۸٫۹°غربی | ۷۰ کیلومتر (۴۳ مایل)   |                 | [ ۱ ]    |
| ۱۴ آوریل ۲۹۴۴   | ۰۶:۴۷:۰۴           | ۱۴۴        | جزئی   | ۰٫۲۲۱۹ | —                 | ۷۱°۲۴′شمالی ۲۵°۱۸′غربی / ۷۱٫۴°شمالی ۲۵٫۳°غربی   | —                      |                 | [ ۱ ]    |
| ۱۳ مه ۲۹۴۴      | ۱۶:۱۵:۴۹           | ۱۸۲        | جزئی   | ۰٫۶۱۰۱ | —                 | ۶۹°۳۰′جنوبی ۲۲°۱۸′غربی / ۶۹٫۵°جنوبی ۲۲٫۳°غربی   | —                      |                 | [ ۱ ]    |
| ۷ نوامبر ۲۹۴۴   | ۰۴:۰۶:۲۲           | ۱۸۷        | جزئی   | ۰٫۳۵۲۵ | —                 | ۷۰°۱۲′شمالی ۱۶۶°۲۴′شرقی / ۷۰٫۲°شمالی ۱۶۶٫۴°شرقی | —                      |                 | [ ۱ ]    |
| ۳ آوریل ۲۹۴۵    | ۲۲:۵۶:۵۰           | ۱۵۴        | کامل   | ۱٫۰۵۳۲ | ۰۳ دقیقه ۵۰ ثانیه | ۴۹°۰۰′شمالی ۱۶۵°۲۴′غربی / ۴۹٫۰°شمالی ۱۶۵٫۴°غربی | ۲۵۱ کیلومتر (۱۵۶ مایل) |                 | [ ۱ ]    |
| ۲۷ سپتامبر ۲۹۴۵ | ۱۱:۴۳:۵۱           | ۱۵۹        | حلقه‌ای | ۰٫۹۴۵۱ | ۰۴ دقیقه ۵۰ ثانیه | ۵۶°۳۶′جنوبی ۹°۱۲′غربی / ۵۶٫۶°جنوبی ۹٫۲°غربی     | ۳۸۷ کیلومتر (۲۴۰ مایل) |                 | [ ۱ ]    |
| ۲۴ مارس ۲۹۴۶    | ۱۴:۰۲:۲۴           | ۱۶۴        | کامل   | ۱٫۰۲۲۴ | ۰۲ دقیقه ۱۳ ثانیه | ۳°۰۰′شمالی ۱۲°۵۴′غربی / ۳٫۰°شمالی ۱۲٫۹°غربی     | ۷۶ کیلومتر (۴۷ مایل)   |                 | [ ۱ ]    |
| ۱۶ سپتامبر ۲۹۴۶ | ۱۷:۲۷:۲۱           | ۱۶۹        | مرکب   | ۱٫۰۰۳۶ | ۰۰ دقیقه ۲۳ ثانیه | ۱°۳۶′جنوبی ۶۷°۱۸′غربی / ۱٫۶°جنوبی ۶۷٫۳°غربی     | ۱۲ کیلومتر (۷٫۵ مایل)  |                 | [ ۱ ]    |
| ۱۳ مارس ۲۹۴۷    | ۲۳:۳۶:۰۱           | ۱۷۴        | حلقه‌ای | ۰٫۹۵۹۴ | ۰۳ دقیقه ۴۶ ثانیه | ۴۶°۰۶′جنوبی ۱۳۷°۰۰′غربی / ۴۶٫۱°جنوبی ۱۳۷٫۰°غربی | ۲۱۰ کیلومتر (۱۳۰ مایل) |                 | [ ۱ ]    |
| ۶ سپتامبر ۲۹۴۷  | ۰۶:۲۱:۵۴           | ۱۷۹        | کامل   | ۱٫۰۵۳۴ | ۰۴ دقیقه ۰۱ ثانیه | ۴۶°۳۰′شمالی ۱۱۷°۴۸′شرقی / ۴۶٫۵°شمالی ۱۱۷٫۸°شرقی | ۲۳۸ کیلومتر (۱۴۸ مایل) |                 | [ ۱ ]    |
| ۲ مارس ۲۹۴۸     | ۰۱:۴۸:۲۴           | ۱۸۴        | جزئی   | ۰٫۱۹۶۷ | —                 | ۷۱°۵۴′جنوبی ۷۵°۱۸′غربی / ۷۱٫۹°جنوبی ۷۵٫۳°غربی   | —                      |                 | [ ۱ ]    |
| ۲۷ ژوئیه ۲۹۴۸   | ۱۶:۱۴:۰۸           | ۱۵۱        | جزئی   | ۰٫۷۶۲۰ | —                 | ۶۹°۳۰′جنوبی ۶۹°۴۸′غربی / ۶۹٫۵°جنوبی ۶۹٫۸°غربی   | —                      |                 | [ ۱ ]    |
| ۲۵ اوت ۲۹۴۸     | ۲۳:۱۱:۴۳           | ۱۸۹        | جزئی   | ۰٫۲۹۳۰ | —                 | ۷۱°۲۴′شمالی ۲۸°۳۰′غربی / ۷۱٫۴°شمالی ۲۸٫۵°غربی   | —                      |                 | [ ۱ ]    |
| ۲۰ ژانویه ۲۹۴۹  | ۰۷:۲۷:۳۷           | ۱۵۶        | حلقه‌ای | ۰٫۹۳۸۸ | ۰۶ دقیقه ۲۶ ثانیه | ۴۳°۰۰′شمالی ۷۹°۱۲′شرقی / ۴۳٫۰°شمالی ۷۹٫۲°شرقی   | ۵۰۴ کیلومتر (۳۱۳ مایل) |                 | [ ۱ ]    |
| ۱۷ ژوئیه ۲۹۴۹   | ۰۶:۲۱:۲۷           | ۱۶۱        | کامل   | ۱٫۰۱۸۹ | ۰۲ دقیقه ۰۶ ثانیه | ۳°۱۲′جنوبی ۱۰۱°۳۶′شرقی / ۳٫۲°جنوبی ۱۰۱٫۶°شرقی   | ۷۱ کیلومتر (۴۴ مایل)   |                 | [ ۱ ]    |
| ۹ ژانویه ۲۹۵۰   | ۱۵:۰۴:۴۰           | ۱۶۶        | مرکب   | ۱٫۰۰۲۰ | ۰۰ دقیقه ۱۳ ثانیه | ۱۳°۰۰′جنوبی ۲۸°۲۴′غربی / ۱۳٫۰°جنوبی ۲۸٫۴°غربی   | ۷ کیلومتر (۴٫۳ مایل)   |                 | [ ۱ ]    |
| ۶ ژوئیه ۲۹۵۰    | ۱۳:۴۲:۱۴           | ۱۷۱        | حلقه‌ای | ۰٫۹۶۶۵ | ۰۳ دقیقه ۲۵ ثانیه | ۴۴°۴۲′شمالی ۶°۳۰′غربی / ۴۴٫۷°شمالی ۶٫۵°غربی     | ۱۳۰ کیلومتر (۸۱ مایل)  |                 | [ ۱ ]    |
| ۳۰ دسامبر ۲۹۵۰  | ۰۴:۵۳:۲۱           | ۱۷۶        | کامل   | ۱٫۰۴۱۷ | ۰۳ دقیقه ۰۳ ثانیه | ۵۴°۵۴′جنوبی ۱۲۱°۴۲′شرقی / ۵۴٫۹°جنوبی ۱۲۱٫۷°شرقی | ۱۶۴ کیلومتر (۱۰۲ مایل) |                 | [ ۱ ]    |
| ۲۵ ژوئن ۲۹۵۱    | ۱۴:۵۸:۴۷           | ۱۸۱        | جزئی   | ۰٫۷۱۰۷ | —                 | ۶۶°۳۰′شمالی ۱۶۲°۴۲′شرقی / ۶۶٫۵°شمالی ۱۶۲٫۷°شرقی | —                      |                 | [ ۱ ]    |
| ۲۰ نوامبر ۲۹۵۱  | ۰۹:۵۷:۴۱           | ۱۴۸        | جزئی   | ۰٫۰۸۱۴ | —                 | ۶۳°۲۴′شمالی ۸۸°۳۰′شرقی / ۶۳٫۴°شمالی ۸۸٫۵°شرقی   | —                      |                 | [ ۱ ]    |
| ۱۹ دسامبر ۲۹۵۱  | ۲۰:۴۰:۵۹           | ۱۸۶        | جزئی   | ۰٫۶۴۷۱ | —                 | ۶۵°۵۴′جنوبی ۸۱°۴۸′شرقی / ۶۵٫۹°جنوبی ۸۱٫۸°شرقی   | —                      |                 | [ ۱ ]    |
| ۱۵ مه ۲۹۵۲      | ۰۳:۵۹:۱۱           | ۱۵۳        | حلقه‌ای | ۰٫۹۸۰۳ | ۰۱ دقیقه ۴۶ ثانیه | ۴۴°۵۴′جنوبی ۱۶۲°۱۲′شرقی / ۴۴٫۹°جنوبی ۱۶۲٫۲°شرقی | ۱۸۲ کیلومتر (۱۱۳ مایل) |                 | [ ۱ ]    |
| ۸ نوامبر ۲۹۵۲   | ۲۰:۱۶:۴۰           | ۱۵۸        | حلقه‌ای | ۰٫۹۶۶۰ | ۰۳ دقیقه ۱۸ ثانیه | ۳۷°۱۲′شمالی ۸۷°۴۸′غربی / ۳۷٫۲°شمالی ۸۷٫۸°غربی   | ۲۲۷ کیلومتر (۱۴۱ مایل) |                 | [ ۱ ]    |
| ۴ مه ۲۹۵۳       | ۱۵:۲۴:۳۵           | ۱۶۳        | کامل   | ۱٫۰۴۲۴ | ۰۳ دقیقه ۵۴ ثانیه | ۸°۳۶′شمالی ۳۱°۳۰′غربی / ۸٫۶°شمالی ۳۱٫۵°غربی     | ۱۴۳ کیلومتر (۸۹ مایل)  |                 | [ ۱ ]    |
| ۲۸ اکتبر ۲۹۵۳   | ۲۳:۲۵:۴۰           | ۱۶۸        | حلقه‌ای | ۰٫۹۳۵۹ | ۰۷ دقیقه ۴۴ ثانیه | ۶°۰۶′جنوبی ۱۵۵°۰۶′غربی / ۶٫۱°جنوبی ۱۵۵٫۱°غربی   | ۲۴۱ کیلومتر (۱۵۰ مایل) |                 | [ ۱ ]    |
| ۲۴ آوریل ۲۹۵۴   | ۰۷:۲۳:۳۹           | ۱۷۳        | کامل   | ۱٫۰۶۲۲ | ۰۴ دقیقه ۲۳ ثانیه | ۴۳°۳۶′شمالی ۶۶°۱۲′شرقی / ۴۳٫۶°شمالی ۶۶٫۲°شرقی   | ۲۴۶ کیلومتر (۱۵۳ مایل) |                 | [ ۱ ]    |
| ۱۷ اکتبر ۲۹۵۴   | ۲۳:۱۲:۱۵           | ۱۷۸        | حلقه‌ای | ۰٫۹۳۷۷ | ۰۶ دقیقه ۰۳ ثانیه | ۴۰°۲۴′جنوبی ۱۷۵°۰۰′غربی / ۴۰٫۴°جنوبی ۱۷۵٫۰°غربی | ۲۸۰ کیلومتر (۱۷۰ مایل) |                 | [ ۱ ]    |
| ۱۵ مارس ۲۹۵۵    | ۱۲:۲۱:۱۵           | ۱۴۵        | جزئی   | ۰٫۲۴۵۶ | —                 | ۶۱°۱۲′جنوبی ۱۰۷°۳۰′شرقی / ۶۱٫۲°جنوبی ۱۰۷٫۵°شرقی | —                      |                 | [ ۱ ]    |
| ۱۳ آوریل ۲۹۵۵   | ۲۳:۲۲:۱۶           | ۱۸۳        | جزئی   | ۰٫۴۶۳۶ | —                 | ۶۱°۳۶′شمالی ۹۹°۰۶′شرقی / ۶۱٫۶°شمالی ۹۹٫۱°شرقی   | —                      |                 | [ ۱ ]    |
| ۷ سپتامبر ۲۹۵۵  | ۱۵:۵۱:۴۰           | ۱۵۰        | جزئی   | ۰٫۲۱۶۴ | —                 | ۶۱°۲۴′شمالی ۵۹°۳۰′شرقی / ۶۱٫۴°شمالی ۵۹٫۵°شرقی   | —                      |                 | [ ۱ ]    |
| ۷ اکتبر ۲۹۵۵    | ۰۳:۰۶:۳۱           | ۱۸۸        | جزئی   | ۰٫۴۸۳۴ | —                 | ۶۱°۱۲′جنوبی ۴۷°۳۰′شرقی / ۶۱٫۲°جنوبی ۴۷٫۵°شرقی   | —                      |                 | [ ۱ ]    |
| ۳ مارس ۲۹۵۶     | ۱۹:۴۶:۰۵           | ۱۵۵        | حلقه‌ای | ۰٫۹۴۲۸ | ۰۴ دقیقه ۵۷ ثانیه | ۴۷°۴۸′جنوبی ۶۴°۳۶′غربی / ۴۷٫۸°جنوبی ۶۴٫۶°غربی   | ۳۱۸ کیلومتر (۱۹۸ مایل) |                 | [ ۱ ]    |
| ۲۷ اوت ۲۹۵۶     | ۰۶:۲۰:۵۷           | ۱۶۰        | کامل   | ۱٫۰۶۵۳ | ۰۴ دقیقه ۳۴ ثانیه | ۴۳°۴۸′شمالی ۱۲۶°۱۲′شرقی / ۴۳٫۸°شمالی ۱۲۶٫۲°شرقی | ۲۷۴ کیلومتر (۱۷۰ مایل) |                 | [ ۱ ]    |
| ۲۰ فوریه ۲۹۵۷   | ۲۰:۲۰:۳۱           | ۱۶۵        | حلقه‌ای | ۰٫۹۲۰۱ | ۰۹ دقیقه ۲۸ ثانیه | ۱۴°۳۰′جنوبی ۱۰۳°۰۰′غربی / ۱۴٫۵°جنوبی ۱۰۳٫۰°غربی | ۳۰۳ کیلومتر (۱۸۸ مایل) |                 | [ ۱ ]    |
| ۱۶ اوت ۲۹۵۷     | ۲۳:۳۰:۱۱           | ۱۷۰        | کامل   | ۱٫۰۷۳۹ | ۰۶ دقیقه ۱۴ ثانیه | ۸°۰۰′شمالی ۱۵۶°۲۴′غربی / ۸٫۰°شمالی ۱۵۶٫۴°غربی   | ۲۴۱ کیلومتر (۱۵۰ مایل) |                 | [ ۱ ]    |
| ۹ فوریه ۲۹۵۸    | ۲۰:۰۸:۵۰           | ۱۷۵        | حلقه‌ای | ۰٫۹۳۴۷ | ۰۷ دقیقه ۳۳ ثانیه | ۲۰°۰۰′شمالی ۱۱۷°۲۴′غربی / ۲۰٫۰°شمالی ۱۱۷٫۴°غربی | ۳۰۱ کیلومتر (۱۸۷ مایل) |                 | [ ۱ ]    |
| ۶ اوت ۲۹۵۸      | ۱۴:۳۶:۴۰           | ۱۸۰        | کامل   | ۱٫۰۲۳۵ | ۰۱ دقیقه ۵۸ ثانیه | ۴۰°۰۰′جنوبی ۴۵°۵۴′غربی / ۴۰٫۰°جنوبی ۴۵٫۹°غربی   | ۱۶۱ کیلومتر (۱۰۰ مایل) |                 | [ ۱ ]    |
| ۳۱ دسامبر ۲۹۵۸  | ۱۳:۱۳:۲۵           | ۱۴۷        | جزئی   | ۰٫۰۴۵۰ | —                 | ۶۵°۱۲′جنوبی ۱۵۵°۴۸′شرقی / ۶۵٫۲°جنوبی ۱۵۵٫۸°شرقی | —                      |                 | [ ۱ ]    |
| ۳۰ ژانویه ۲۹۵۹  | ۰۲:۰۱:۱۴           | ۱۸۵        | جزئی   | ۰٫۵۱۸۷ | —                 | ۶۲°۴۸′شمالی ۱۱۸°۰۶′شرقی / ۶۲٫۸°شمالی ۱۱۸٫۱°شرقی | —                      |                 | [ ۱ ]    |
| ۲۷ ژوئن ۲۹۵۹    | ۱۰:۰۵:۴۲           | ۱۵۲        | جزئی   | ۰٫۸۲۵۴ | —                 | ۶۵°۲۴′شمالی ۱۵۳°۳۰′غربی / ۶۵٫۴°شمالی ۱۵۳٫۵°غربی | —                      |                 | [ ۱ ]    |
| ۲۱ دسامبر ۲۹۵۹  | ۰۴:۰۶:۰۶           | ۱۵۷        | کامل   | ۱٫۰۴۱۷ | ۰۲ دقیقه ۲۸ ثانیه | ۷۷°۵۴′جنوبی ۱۵۵°۰۰′شرقی / ۷۷٫۹°جنوبی ۱۵۵٫۰°شرقی | ۲۴۶ کیلومتر (۱۵۳ مایل) |                 | [ ۱ ]    |
| ۱۵ ژوئن ۲۹۶۰    | ۱۰:۳۸:۴۵           | ۱۶۲        | حلقه‌ای | ۰٫۹۴۷۴ | ۰۵ دقیقه ۴۵ ثانیه | ۴۲°۵۴′شمالی ۴۰°۰۰′شرقی / ۴۲٫۹°شمالی ۴۰٫۰°شرقی   | ۲۰۵ کیلومتر (۱۲۷ مایل) |                 | [ ۱ ]    |
| ۹ دسامبر ۲۹۶۰   | ۱۹:۳۹:۳۹           | ۱۶۷        | کامل   | ۱٫۰۳۲۳ | ۰۲ دقیقه ۵۷ ثانیه | ۳۱°۴۲′جنوبی ۹۹°۴۸′غربی / ۳۱٫۷°جنوبی ۹۹٫۸°غربی   | ۱۱۱ کیلومتر (۶۹ مایل)  |                 | [ ۱ ]    |
| ۴ ژوئن ۲۹۶۱     | ۱۳:۴۳:۱۹           | ۱۷۲        | حلقه‌ای | ۰٫۹۸۱۱ | ۰۲ دقیقه ۲۱ ثانیه | ۳°۰۶′جنوبی ۸°۱۲′غربی / ۳٫۱°جنوبی ۸٫۲°غربی       | ۷۴ کیلومتر (۴۶ مایل)   |                 | [ ۱ ]    |
| ۲۹ نوامبر ۲۹۶۱  | ۰۷:۱۴:۰۶           | ۱۷۷        | حلقه‌ای | ۰٫۹۷۸۹ | ۰۲ دقیقه ۲۸ ثانیه | ۱۳°۳۰′شمالی ۸۷°۴۲′شرقی / ۱۳٫۵°شمالی ۸۷٫۷°شرقی   | ۹۲ کیلومتر (۵۷ مایل)   |                 | [ ۱ ]    |
| ۲۵ آوریل ۲۹۶۲   | ۱۴:۵۰:۳۲           | ۱۴۴        | جزئی   | ۰٫۱۵۰۷ | —                 | ۷۰°۴۸′شمالی ۱۵۸°۵۴′غربی / ۷۰٫۸°شمالی ۱۵۸٫۹°غربی | —                      |                 | [ ۱ ]    |
| ۲۴ مه ۲۹۶۲      | ۲۳:۵۱:۱۹           | ۱۸۲        | جزئی   | ۰٫۷۲۳۸ | —                 | ۶۸°۳۰′جنوبی ۱۴۷°۱۸′غربی / ۶۸٫۵°جنوبی ۱۴۷٫۳°غربی | —                      |                 | [ ۱ ]    |
| ۱۸ نوامبر ۲۹۶۲  | ۱۱:۴۳:۴۰           | ۱۸۷        | جزئی   | ۰٫۴۰۳۹ | —                 | ۶۹°۱۸′شمالی ۴۰°۱۸′شرقی / ۶۹٫۳°شمالی ۴۰٫۳°شرقی   | —                      |                 | [ ۱ ]    |
| ۱۵ آوریل ۲۹۶۳   | ۰۷:۱۲:۵۸           | ۱۵۴        | کامل   | ۱٫۰۵۴۷ | ۰۳ دقیقه ۴۴ ثانیه | ۵۵°۵۴′شمالی ۶۸°۰۰′شرقی / ۵۵٫۹°شمالی ۶۸٫۰°شرقی   | ۲۷۳ کیلومتر (۱۷۰ مایل) |                 | [ ۱ ]    |
| ۸ اکتبر ۲۹۶۳    | ۱۸:۵۱:۳۴           | ۱۵۹        | حلقه‌ای | ۰٫۹۴۲۸ | ۰۴ دقیقه ۳۲ ثانیه | ۶۶°۰۰′جنوبی ۱۲۹°۰۰′غربی / ۶۶٫۰°جنوبی ۱۲۹٫۰°غربی | ۵۱۴ کیلومتر (۳۱۹ مایل) |                 | [ ۱ ]    |
| ۳ آوریل ۲۹۶۴    | ۲۲:۱۶:۱۹           | ۱۶۴        | کامل   | ۱٫۰۲۲۴ | ۰۲ دقیقه ۱۳ ثانیه | ۸°۵۴′شمالی ۱۳۷°۰۰′غربی / ۸٫۹°شمالی ۱۳۷٫۰°غربی   | ۷۶ کیلومتر (۴۷ مایل)   |                 | [ ۱ ]    |
| ۲۷ سپتامبر ۲۹۶۴ | ۰۰:۵۲:۰۸           | ۱۶۹        | مرکب   | ۱٫۰۰۴۳ | ۰۰ دقیقه ۲۷ ثانیه | ۹°۱۲′جنوبی ۱۷۹°۵۴′شرقی / ۹٫۲°جنوبی ۱۷۹٫۹°شرقی   | ۱۵ کیلومتر (۹٫۳ مایل)  |                 | [ ۱ ]    |
| ۲۴ مارس ۲۹۶۵    | ۰۷:۳۵:۰۷           | ۱۷۴        | حلقه‌ای | ۰٫۹۵۹۵ | ۰۳ دقیقه ۵۸ ثانیه | ۴۰°۱۲′جنوبی ۱۰۰°۵۴′شرقی / ۴۰٫۲°جنوبی ۱۰۰٫۹°شرقی | ۲۰۲ کیلومتر (۱۲۶ مایل) |                 | [ ۱ ]    |
| ۱۶ سپتامبر ۲۹۶۵ | ۱۴:۰۱:۲۴           | ۱۷۹        | کامل   | ۱٫۰۵۴۳ | ۰۴ دقیقه ۲۰ ثانیه | ۳۷°۵۴′شمالی ۰°۳۰′غربی / ۳۷٫۹°شمالی ۰٫۵°غربی     | ۲۲۵ کیلومتر (۱۴۰ مایل) |                 | [ ۱ ]    |
| ۱۳ مارس ۲۹۶۶    | ۰۹:۳۵:۲۹           | ۱۸۴        | جزئی   | ۰٫۲۲۹۷ | —                 | ۷۲°۱۲′جنوبی ۱۵۴°۱۸′شرقی / ۷۲٫۲°جنوبی ۱۵۴٫۳°شرقی | —                      |                 | [ ۱ ]    |
| ۷ اوت ۲۹۶۶      | ۲۳:۴۰:۳۲           | ۱۵۱        | جزئی   | ۰٫۶۱۹۳ | —                 | ۷۰°۱۸′جنوبی ۱۶۶°۵۴′شرقی / ۷۰٫۳°جنوبی ۱۶۶٫۹°شرقی | —                      |                 | [ ۱ ]    |
| ۶ سپتامبر ۲۹۶۶  | ۰۶:۵۰:۴۰           | ۱۸۹        | جزئی   | ۰٫۴۱۴۵ | —                 | ۷۱°۵۴′شمالی ۱۵۶°۱۸′غربی / ۷۱٫۹°شمالی ۱۵۶٫۳°غربی | —                      |                 | [ ۱ ]    |
| ۳۱ ژانویه ۲۹۶۷  | ۱۵:۴۴:۴۹           | ۱۵۶        | حلقه‌ای | ۰٫۹۴۱۳ | ۰۵ دقیقه ۵۵ ثانیه | ۴۵°۳۶′شمالی ۴۹°۰۶′غربی / ۴۵٫۶°شمالی ۴۹٫۱°غربی   | ۴۹۰ کیلومتر (۳۰۰ مایل) |                 | [ ۱ ]    |
| ۲۸ ژوئیه ۲۹۶۷   | ۱۳:۲۷:۲۲           | ۱۶۱        | مرکب   | ۱٫۰۱۴۷ | ۰۱ دقیقه ۳۷ ثانیه | ۱۰°۲۴′جنوبی ۶°۳۰′غربی / ۱۰٫۴°جنوبی ۶٫۵°غربی     | ۵۸ کیلومتر (۳۶ مایل)   |                 | [ ۱ ]    |
| ۲۰ ژانویه ۲۹۶۸  | ۲۳:۴۳:۳۸           | ۱۶۶        | مرکب   | ۱٫۰۰۴۴ | ۰۰ دقیقه ۲۹ ثانیه | ۱۰°۴۸′جنوبی ۱۵۷°۱۸′غربی / ۱۰٫۸°جنوبی ۱۵۷٫۳°غربی | ۱۶ کیلومتر (۹٫۹ مایل)  |                 | [ ۱ ]    |
| ۱۶ ژوئیه ۲۹۶۸   | ۲۰:۲۱:۱۷           | ۱۷۱        | حلقه‌ای | ۰٫۹۶۵۱ | ۰۳ دقیقه ۴۸ ثانیه | ۳۷°۵۴′شمالی ۱۰۴°۰۰′غربی / ۳۷٫۹°شمالی ۱۰۴٫۰°غربی | ۱۳۲ کیلومتر (۸۲ مایل)  |                 | [ ۱ ]    |
| ۹ ژانویه ۲۹۶۹   | ۱۳:۴۳:۱۰           | ۱۷۶        | کامل   | ۱٫۰۴۲۰ | ۰۳ دقیقه ۰۶ ثانیه | ۵۳°۱۸′جنوبی ۴°۵۴′غربی / ۵۳٫۳°جنوبی ۴٫۹°غربی     | ۱۶۴ کیلومتر (۱۰۲ مایل) |                 | [ ۱ ]    |
| ۵ ژوئیه ۲۹۶۹    | ۲۱:۲۷:۱۷           | ۱۸۱        | جزئی   | ۰٫۸۵۶۳ | —                 | ۶۷°۳۰′شمالی ۵۵°۳۶′شرقی / ۶۷٫۵°شمالی ۵۵٫۶°شرقی   | —                      |                 | [ ۱ ]    |
| ۳۰ نوامبر ۲۹۶۹  | ۱۸:۲۰:۵۴           | ۱۴۸        | جزئی   | ۰٫۰۳۹۳ | —                 | ۶۴°۱۲′شمالی ۴۶°۱۲′غربی / ۶۴٫۲°شمالی ۴۶٫۲°غربی   | —                      |                 | [ ۱ ]    |
| ۳۰ دسامبر ۲۹۶۹  | ۰۵:۲۵:۳۴           | ۱۸۶        | جزئی   | ۰٫۶۵۹۸ | —                 | ۶۶°۵۴′جنوبی ۵۹°۱۲′غربی / ۶۶٫۹°جنوبی ۵۹٫۲°غربی   | —                      |                 | [ ۱ ]    |
| ۲۶ مه ۲۹۷۰      | ۱۱:۱۷:۰۶           | ۱۵۳        | حلقه‌ای | ۰٫۹۸۲۶ | ۰۱ دقیقه ۲۶ ثانیه | ۵۵°۴۲′جنوبی ۵۵°۴۲′شرقی / ۵۵٫۷°جنوبی ۵۵٫۷°شرقی   | ۳۶۲ کیلومتر (۲۲۵ مایل) |                 | [ ۱ ]    |
| ۲۰ نوامبر ۲۹۷۰  | ۰۴:۱۰:۳۱           | ۱۵۸        | حلقه‌ای | ۰٫۹۵۹۷ | ۰۳ دقیقه ۵۹ ثانیه | ۳۹°۱۲′شمالی ۱۵۲°۱۸′شرقی / ۳۹٫۲°شمالی ۱۵۲٫۳°شرقی | ۳۰۵ کیلومتر (۱۹۰ مایل) |                 | [ ۱ ]    |
| ۱۵ مه ۲۹۷۱      | ۲۳:۱۲:۱۱           | ۱۶۳        | کامل   | ۱٫۰۴۷۶ | ۰۴ دقیقه ۲۷ ثانیه | ۸°۲۴′شمالی ۱۴۷°۱۸′غربی / ۸٫۴°شمالی ۱۴۷٫۳°غربی   | ۱۶۱ کیلومتر (۱۰۰ مایل) |                 | [ ۱ ]    |
| ۹ نوامبر ۲۹۷۱   | ۰۶:۵۱:۰۸           | ۱۶۸        | حلقه‌ای | ۰٫۹۳۲۰ | ۰۸ دقیقه ۳۲ ثانیه | ۷°۰۶′جنوبی ۹۴°۳۶′شرقی / ۷٫۱°جنوبی ۹۴٫۶°شرقی     | ۲۵۸ کیلومتر (۱۶۰ مایل) |                 | [ ۱ ]    |
| ۴ مه ۲۹۷۲       | ۱۵:۲۶:۴۲           | ۱۷۳        | کامل   | ۱٫۰۶۵۷ | ۰۴ دقیقه ۴۰ ثانیه | ۴۵°۰۰′شمالی ۵۱°۰۶′غربی / ۴۵٫۰°شمالی ۵۱٫۱°غربی   | ۲۵۱ کیلومتر (۱۵۶ مایل) |                 | [ ۱ ]    |
| ۲۸ اکتبر ۲۹۷۲   | ۰۶:۳۰:۳۵           | ۱۷۸        | حلقه‌ای | ۰٫۹۳۶۹ | ۰۶ دقیقه ۱۰ ثانیه | ۴۱°۵۴′جنوبی ۷۸°۱۸′شرقی / ۴۱٫۹°جنوبی ۷۸٫۳°شرقی   | ۲۷۴ کیلومتر (۱۷۰ مایل) |                 | [ ۱ ]    |
| ۲۵ مارس ۲۹۷۳    | ۲۰:۳۵:۴۴           | ۱۴۵        | جزئی   | ۰٫۱۹۴۹ | —                 | ۶۱°۱۲′جنوبی ۲۴°۱۲′غربی / ۶۱٫۲°جنوبی ۲۴٫۲°غربی   | —                      |                 | [ ۱ ]    |
| ۲۴ آوریل ۲۹۷۳   | ۰۷:۲۵:۰۴           | ۱۸۳        | جزئی   | ۰٫۵۳۱۸ | —                 | ۶۲°۰۶′شمالی ۲۹°۵۴′غربی / ۶۲٫۱°شمالی ۲۹٫۹°غربی   | —                      |                 | [ ۱ ]    |
| ۱۷ سپتامبر ۲۹۷۳ | ۲۳:۱۸:۴۶           | ۱۵۰        | جزئی   | ۰٫۱۱۱۹ | —                 | ۶۱°۱۸′شمالی ۶۰°۳۰′غربی / ۶۱٫۳°شمالی ۶۰٫۵°غربی   | —                      |                 | [ ۱ ]    |
| ۱۷ اکتبر ۲۹۷۳   | ۱۰:۴۰:۴۲           | ۱۸۸        | جزئی   | ۰٫۵۷۶۹ | —                 | ۶۱°۳۰′جنوبی ۷۴°۰۶′غربی / ۶۱٫۵°جنوبی ۷۴٫۱°غربی   | —                      |                 | [ ۱ ]    |
| ۱۵ مارس ۲۹۷۴    | ۰۳:۴۳:۱۲           | ۱۵۵        | حلقه‌ای | ۰٫۹۴۲۲ | ۰۵ دقیقه ۰۷ ثانیه | ۴۵°۲۴′جنوبی ۱۷۶°۲۴′شرقی / ۴۵٫۴°جنوبی ۱۷۶٫۴°شرقی | ۳۳۵ کیلومتر (۲۰۸ مایل) |                 | [ ۱ ]    |
| ۷ سپتامبر ۲۹۷۴  | ۱۳:۵۹:۲۱           | ۱۶۰        | کامل   | ۱٫۰۶۳۸ | ۰۴ دقیقه ۲۵ ثانیه | ۴۳°۳۰′شمالی ۱۴°۵۴′شرقی / ۴۳٫۵°شمالی ۱۴٫۹°شرقی   | ۲۸۹ کیلومتر (۱۸۰ مایل) |                 | [ ۱ ]    |
| ۴ مارس ۲۹۷۵     | ۰۴:۱۱:۰۲           | ۱۶۵        | حلقه‌ای | ۰٫۹۲۱۷ | ۰۹ دقیقه ۱۰ ثانیه | ۱۱°۱۸′جنوبی ۱۴۰°۰۶′شرقی / ۱۱٫۳°جنوبی ۱۴۰٫۱°شرقی | ۲۹۷ کیلومتر (۱۸۵ مایل) |                 | [ ۱ ]    |
| ۲۸ اوت ۲۹۷۵     | ۰۷:۰۳:۳۲           | ۱۷۰        | کامل   | ۱٫۰۷۰۹ | ۰۵ دقیقه ۵۳ ثانیه | ۸°۰۰′شمالی ۹۱°۴۸′شرقی / ۸٫۰°شمالی ۹۱٫۸°شرقی     | ۲۳۱ کیلومتر (۱۴۴ مایل) |                 | [ ۱ ]    |
| ۲۱ فوریه ۲۹۷۶   | ۰۴:۱۵:۰۷           | ۱۷۵        | حلقه‌ای | ۰٫۹۳۸۲ | ۰۶ دقیقه ۴۹ ثانیه | ۲۲°۰۶′شمالی ۱۲۰°۱۲′شرقی / ۲۲٫۱°شمالی ۱۲۰٫۲°شرقی | ۲۷۹ کیلومتر (۱۷۳ مایل) |                 | [ ۱ ]    |
| ۱۶ اوت ۲۹۷۶     | ۲۱:۴۹:۴۳           | ۱۸۰        | کامل   | ۱٫۰۲۱۰ | ۰۱ دقیقه ۴۸ ثانیه | ۳۵°۱۲′جنوبی ۱۵۲°۴۸′غربی / ۳۵٫۲°جنوبی ۱۵۲٫۸°غربی | ۱۱۷ کیلومتر (۷۳ مایل)  |                 | [ ۱ ]    |
| ۱۰ ژانویه ۲۹۷۷  | ۲۱:۵۶:۲۰           | ۱۴۷        | جزئی   | ۰٫۰۴۱۳ | —                 | ۶۴°۱۸′جنوبی ۱۵°۵۴′شرقی / ۶۴٫۳°جنوبی ۱۵٫۹°شرقی   | —                      |                 | [ ۱ ]    |
| ۹ فوریه ۲۹۷۷    | ۱۰:۳۳:۴۶           | ۱۸۵        | جزئی   | ۰٫۵۳۶۶ | —                 | ۶۲°۰۶′شمالی ۱۸°۲۴′غربی / ۶۲٫۱°شمالی ۱۸٫۴°غربی   | —                      |                 | [ ۱ ]    |
| ۷ ژوئیه ۲۹۷۷    | ۱۶:۳۸:۴۹           | ۱۵۲        | جزئی   | ۰٫۶۷۶۸ | —                 | ۶۴°۳۰′شمالی ۹۹°۰۰′شرقی / ۶۴٫۵°شمالی ۹۹٫۰°شرقی   | —                      |                 | [ ۱ ]    |
| ۳۱ دسامبر ۲۹۷۷  | ۱۲:۵۴:۳۳           | ۱۵۷        | کامل   | ۱٫۰۴۰۵ | ۰۲ دقیقه ۲۳ ثانیه | ۷۶°۰۶′جنوبی ۴۰°۴۲′شرقی / ۷۶٫۱°جنوبی ۴۰٫۷°شرقی   | ۲۴۴ کیلومتر (۱۵۲ مایل) |                 | [ ۱ ]    |
| ۲۶ ژوئن ۲۹۷۸    | ۱۷:۱۲:۳۶           | ۱۶۲        | حلقه‌ای | ۰٫۹۴۹۳ | ۰۵ دقیقه ۱۲ ثانیه | ۴۷°۴۲′شمالی ۵۳°۵۴′غربی / ۴۷٫۷°شمالی ۵۳٫۹°غربی   | ۲۰۵ کیلومتر (۱۲۷ مایل) |                 | [ ۱ ]    |
| ۲۱ دسامبر ۲۹۷۸  | ۰۴:۱۷:۲۰           | ۱۶۷        | کامل   | ۱٫۰۲۸۴ | ۰۲ دقیقه ۳۴ ثانیه | ۳۲°۵۴′جنوبی ۱۳۳°۳۰′شرقی / ۳۲٫۹°جنوبی ۱۳۳٫۵°شرقی | ۹۸ کیلومتر (۶۱ مایل)   |                 | [ ۱ ]    |
| ۱۵ ژوئن ۲۹۷۹    | ۲۰:۴۴:۰۹           | ۱۷۲        | حلقه‌ای | ۰٫۹۸۶۶ | ۰۱ دقیقه ۳۹ ثانیه | ۲°۲۴′شمالی ۱۱۳°۵۴′غربی / ۲٫۴°شمالی ۱۱۳٫۹°غربی   | ۵۱ کیلومتر (۳۲ مایل)   |                 | [ ۱ ]    |
| ۱۰ دسامبر ۲۹۷۹  | ۱۵:۲۷:۲۵           | ۱۷۷        | حلقه‌ای | ۰٫۹۷۴۰ | ۰۳ دقیقه ۰۷ ثانیه | ۱۱°۰۶′شمالی ۳۶°۳۶′غربی / ۱۱٫۱°شمالی ۳۶٫۶°غربی   | ۱۱۲ کیلومتر (۷۰ مایل)  |                 | [ ۱ ]    |
| ۵ مه ۲۹۸۰       | ۲۲:۴۸:۳۴           | ۱۴۴        | جزئی   | ۰٫۰۶۹۷ | —                 | ۷۰°۰۰′شمالی ۶۹°۳۰′شرقی / ۷۰٫۰°شمالی ۶۹٫۵°شرقی   | —                      |                 | [ ۱ ]    |
| ۴ ژوئن ۲۹۸۰     | ۰۷:۲۲:۴۲           | ۱۸۲        | جزئی   | ۰٫۸۴۶۵ | —                 | ۶۷°۳۰′جنوبی ۸۹°۱۲′شرقی / ۶۷٫۵°جنوبی ۸۹٫۲°شرقی   | —                      |                 | [ ۱ ]    |
| ۲۸ نوامبر ۲۹۸۰  | ۱۹:۲۷:۲۸           | ۱۸۷        | جزئی   | ۰٫۴۴۵۶ | —                 | ۶۸°۱۸′شمالی ۸۶°۴۲′غربی / ۶۸٫۳°شمالی ۸۶٫۷°غربی   | —                      |                 | [ ۱ ]    |
| ۲۵ آوریل ۲۹۸۱   | ۱۵:۲۲:۳۹           | ۱۵۴        | کامل   | ۱٫۰۵۶۰ | ۰۳ دقیقه ۳۶ ثانیه | ۶۳°۱۸′شمالی ۵۷°۳۶′غربی / ۶۳٫۳°شمالی ۵۷٫۶°غربی   | ۳۰۳ کیلومتر (۱۸۸ مایل) |                 | [ ۱ ]    |
| ۱۹ اکتبر ۲۹۸۱   | ۰۲:۰۸:۱۷           | ۱۵۹        | حلقه‌ای | ۰٫۹۴۰۰ | ۰۴ دقیقه ۱۴ ثانیه | ۷۴°۰۶′جنوبی ۹۳°۴۲′شرقی / ۷۴٫۱°جنوبی ۹۳٫۷°شرقی   | ۸۲۰ کیلومتر (۵۱۰ مایل) |                 | [ ۱ ]    |
| ۱۵ آوریل ۲۹۸۲   | ۰۶:۲۱:۴۰           | ۱۶۴        | کامل   | ۱٫۰۲۲۳ | ۰۲ دقیقه ۱۳ ثانیه | ۱۴°۵۴′شمالی ۱۰۱°۰۶′شرقی / ۱۴٫۹°شمالی ۱۰۱٫۱°شرقی | ۷۶ کیلومتر (۴۷ مایل)   |                 | [ ۱ ]    |
| ۸ اکتبر ۲۹۸۲    | ۰۸:۲۶:۵۸           | ۱۶۹        | مرکب   | ۱٫۰۰۴۷ | ۰۰ دقیقه ۲۹ ثانیه | ۱۶°۲۴′جنوبی ۶۵°۰۰′شرقی / ۱۶٫۴°جنوبی ۶۵٫۰°شرقی   | ۱۷ کیلومتر (۱۱ مایل)   |                 | [ ۱ ]    |
| ۴ آوریل ۲۹۸۳    | ۱۵:۲۵:۴۱           | ۱۷۴        | حلقه‌ای | ۰٫۹۵۹۹ | ۰۴ دقیقه ۱۱ ثانیه | ۳۴°۰۶′جنوبی ۱۹°۱۸′غربی / ۳۴٫۱°جنوبی ۱۹٫۳°غربی   | ۱۹۳ کیلومتر (۱۲۰ مایل) |                 | [ ۱ ]    |
| ۲۷ سپتامبر ۲۹۸۳ | ۲۱:۴۷:۴۱           | ۱۷۹        | کامل   | ۱٫۰۵۴۷ | ۰۴ دقیقه ۳۶ ثانیه | ۳۰°۰۰′شمالی ۱۲۰°۰۰′غربی / ۳۰٫۰°شمالی ۱۲۰٫۰°غربی | ۲۱۶ کیلومتر (۱۳۴ مایل) |                 | [ ۱ ]    |
| ۲۳ مارس ۲۹۸۴    | ۱۷:۱۴:۴۴           | ۱۸۴        | جزئی   | ۰٫۲۷۳۰ | —                 | ۷۲°۱۸′جنوبی ۲۵°۴۸′شرقی / ۷۲٫۳°جنوبی ۲۵٫۸°شرقی   | —                      |                 | [ ۱ ]    |
| ۱۸ اوت ۲۹۸۴     | ۰۷:۰۸:۲۵           | ۱۵۱        | جزئی   | ۰٫۴۸۱۰ | —                 | ۷۱°۰۶′جنوبی ۴۲°۳۶′شرقی / ۷۱٫۱°جنوبی ۴۲٫۶°شرقی   | —                      |                 | [ ۱ ]    |
| ۱۶ سپتامبر ۲۹۸۴ | ۱۴:۳۴:۲۰           | ۱۸۹        | جزئی   | ۰٫۵۲۷۷ | —                 | ۷۲°۰۶′شمالی ۷۴°۱۸′شرقی / ۷۲٫۱°شمالی ۷۴٫۳°شرقی   | —                      |                 | [ ۱ ]    |
| ۱۱ فوریه ۲۹۸۵   | ۰۰:۰۰:۰۲           | ۱۵۶        | حلقه‌ای | ۰٫۹۴۴۴ | ۰۵ دقیقه ۱۹ ثانیه | ۴۸°۵۴′شمالی ۱۷۷°۱۸′غربی / ۴۸٫۹°شمالی ۱۷۷٫۳°غربی | ۴۷۷ کیلومتر (۲۹۶ مایل) |                 | [ ۱ ]    |
| ۷ اوت ۲۹۸۵      | ۲۰:۳۱:۵۰           | ۱۶۱        | مرکب   | ۱٫۰۰۹۷ | ۰۱ دقیقه ۰۲ ثانیه | ۱۸°۱۸′جنوبی ۱۱۵°۰۰′غربی / ۱۸٫۳°جنوبی ۱۱۵٫۰°غربی | ۴۱ کیلومتر (۲۵ مایل)   |                 | [ ۱ ]    |
| ۳۱ ژانویه ۲۹۸۶  | ۰۸:۲۲:۳۷           | ۱۶۶        | مرکب   | ۱٫۰۰۷۵ | ۰۰ دقیقه ۴۸ ثانیه | ۷°۴۸′جنوبی ۷۳°۳۰′شرقی / ۷٫۸°جنوبی ۷۳٫۵°شرقی     | ۲۶ کیلومتر (۱۶ مایل)   |                 | [ ۱ ]    |
| ۲۸ ژوئیه ۲۹۸۶   | ۰۲:۵۸:۲۱           | ۱۷۱        | حلقه‌ای | ۰٫۹۶۳۰ | ۰۴ دقیقه ۱۶ ثانیه | ۳۰°۳۶′شمالی ۱۵۷°۳۶′شرقی / ۳۰٫۶°شمالی ۱۵۷٫۶°شرقی | ۱۳۷ کیلومتر (۸۵ مایل)  |                 | [ ۱ ]    |
| ۲۰ ژانویه ۲۹۸۷  | ۲۲:۳۳:۲۴           | ۱۷۶        | کامل   | ۱٫۰۴۲۷ | ۰۳ دقیقه ۱۳ ثانیه | ۵۰°۳۶′جنوبی ۱۳۲°۴۲′غربی / ۵۰٫۶°جنوبی ۱۳۲٫۷°غربی | ۱۶۶ کیلومتر (۱۰۳ مایل) |                 | [ ۱ ]    |
| ۱۷ ژوئیه ۲۹۸۷   | ۰۳:۵۴:۳۶           | ۱۸۱        | حلقه‌ای | ۰٫۹۳۷۲ | ۰۴ دقیقه ۰۱ ثانیه | ۸۰°۰۰′شمالی ۶۶°۲۴′غربی / ۸۰٫۰°شمالی ۶۶٫۴°غربی   | ۱۳۰ کیلومتر (۸۱ مایل)  |                 | [ ۱ ]    |
| ۱۲ دسامبر ۲۹۸۷  | ۰۲:۵۰:۰۴           | ۱۴۸        | جزئی   | ۰٫۰۰۷۴ | —                 | ۶۵°۱۲′شمالی ۱۷۷°۲۴′شرقی / ۶۵٫۲°شمالی ۱۷۷٫۴°شرقی | —                      |                 | [ ۱ ]    |
| ۱۰ ژانویه ۲۹۸۸  | ۱۴:۱۲:۵۸           | ۱۸۶        | جزئی   | ۰٫۶۶۷۱ | —                 | ۶۸°۰۰′جنوبی ۱۵۸°۳۶′شرقی / ۶۸٫۰°جنوبی ۱۵۸٫۶°شرقی | —                      |                 | [ ۱ ]    |
| ۵ ژوئن ۲۹۸۸     | ۱۸:۲۸:۵۳           | ۱۵۳        | جزئی   | ۰٫۹۰۱۸ | —                 | ۶۴°۴۸′جنوبی ۵۱°۳۶′غربی / ۶۴٫۸°جنوبی ۵۱٫۶°غربی   | —                      |                 | [ ۱ ]    |
| ۳۰ نوامبر ۲۹۸۸  | ۱۲:۱۱:۱۰           | ۱۵۸        | حلقه‌ای | ۰٫۹۵۳۸ | ۰۴ دقیقه ۳۸ ثانیه | ۴۱°۴۲′شمالی ۲۹°۴۸′شرقی / ۴۱٫۷°شمالی ۲۹٫۸°شرقی   | ۳۹۸ کیلومتر (۲۴۷ مایل) |                 | [ ۱ ]    |
| ۲۶ مه ۲۹۸۹      | ۰۶:۵۲:۴۴           | ۱۶۳        | کامل   | ۱٫۰۵۲۵ | ۰۵ دقیقه ۰۰ ثانیه | ۷°۰۰′شمالی ۹۸°۳۶′شرقی / ۷٫۰°شمالی ۹۸٫۶°شرقی     | ۱۷۹ کیلومتر (۱۱۱ مایل) |                 | [ ۱ ]    |
| ۱۹ نوامبر ۲۹۸۹  | ۱۴:۲۵:۰۴           | ۱۶۸        | حلقه‌ای | ۰٫۹۲۸۳ | ۰۹ دقیقه ۲۳ ثانیه | ۷°۴۸′جنوبی ۱۸°۰۰′غربی / ۷٫۸°جنوبی ۱۸٫۰°غربی     | ۲۷۵ کیلومتر (۱۷۱ مایل) |                 | [ ۱ ]    |
| ۱۵ مه ۲۹۹۰      | ۲۳:۲۲:۰۳           | ۱۷۳        | کامل   | ۱٫۰۶۸۹ | ۰۴ دقیقه ۵۸ ثانیه | ۴۵°۲۴′شمالی ۱۶۵°۴۲′غربی / ۴۵٫۴°شمالی ۱۶۵٫۷°غربی | ۲۵۴ کیلومتر (۱۵۸ مایل) |                 | [ ۱ ]    |
| ۸ نوامبر ۲۹۹۰   | ۱۳:۵۹:۱۹           | ۱۷۸        | حلقه‌ای | ۰٫۹۳۶۰ | ۰۶ دقیقه ۱۹ ثانیه | ۴۳°۳۰′جنوبی ۳۰°۴۲′غربی / ۴۳٫۵°جنوبی ۳۰٫۷°غربی   | ۲۷۲ کیلومتر (۱۶۹ مایل) |                 | [ ۱ ]    |
| ۶ آوریل ۲۹۹۱    | ۰۴:۴۳:۰۳           | ۱۴۵        | جزئی   | ۰٫۱۳۴۶ | —                 | ۶۱°۲۴′جنوبی ۱۵۴°۱۲′غربی / ۶۱٫۴°جنوبی ۱۵۴٫۲°غربی | —                      |                 | [ ۱ ]    |
| ۵ مه ۲۹۹۱       | ۱۵:۲۰:۴۲           | ۱۸۳        | جزئی   | ۰٫۶۱۰۰ | —                 | ۶۲°۳۶′شمالی ۱۵۷°۱۲′غربی / ۶۲٫۶°شمالی ۱۵۷٫۲°غربی | —                      |                 | [ ۱ ]    |
| ۲۹ سپتامبر ۲۹۹۱ | ۰۶:۵۲:۱۹           | ۱۵۰        | جزئی   | ۰٫۰۱۵۶ | —                 | ۶۱°۲۴′شمالی ۱۷۸°۰۰′شرقی / ۶۱٫۴°شمالی ۱۷۸٫۰°شرقی | —                      |                 | [ ۱ ]    |
| ۲۸ اکتبر ۲۹۹۱   | ۱۸:۲۳:۰۰           | ۱۸۸        | جزئی   | ۰٫۶۶۰۴ | —                 | ۶۱°۵۴′جنوبی ۱۶۲°۰۶′شرقی / ۶۱٫۹°جنوبی ۱۶۲٫۱°شرقی | —                      |                 | [ ۱ ]    |
| ۲۵ مارس ۲۹۹۲    | ۱۱:۳۴:۱۶           | ۱۵۵        | حلقه‌ای | ۰٫۹۴۱۹ | ۰۵ دقیقه ۱۷ ثانیه | ۴۳°۴۸′جنوبی ۵۸°۴۸′شرقی / ۴۳٫۸°جنوبی ۵۸٫۸°شرقی   | ۳۵۸ کیلومتر (۲۲۲ مایل) |                 | [ ۱ ]    |
| ۱۷ سپتامبر ۲۹۹۲ | ۲۱:۴۲:۰۸           | ۱۶۰        | کامل   | ۱٫۰۶۱۷ | ۰۴ دقیقه ۱۶ ثانیه | ۴۳°۳۰′شمالی ۹۸°۰۶′غربی / ۴۳٫۵°شمالی ۹۸٫۱°غربی   | ۳۰۷ کیلومتر (۱۹۱ مایل) |                 | [ ۱ ]    |
| ۱۴ مارس ۲۹۹۳    | ۱۱:۵۵:۵۹           | ۱۶۵        | حلقه‌ای | ۰٫۹۲۳۸ | ۰۸ دقیقه ۵۳ ثانیه | ۸°۰۶′جنوبی ۲۴°۳۰′شرقی / ۸٫۱°جنوبی ۲۴٫۵°شرقی     | ۲۸۹ کیلومتر (۱۸۰ مایل) |                 | [ ۱ ]    |
| ۷ سپتامبر ۲۹۹۳  | ۱۴:۴۰:۱۱           | ۱۷۰        | کامل   | ۱٫۰۶۷۳ | ۰۵ دقیقه ۳۳ ثانیه | ۷°۲۴′شمالی ۲۱°۰۰′غربی / ۷٫۴°شمالی ۲۱٫۰°غربی     | ۲۲۰ کیلومتر (۱۴۰ مایل) |                 | [ ۱ ]    |
| ۳ مارس ۲۹۹۴     | ۱۲:۱۷:۴۸           | ۱۷۵        | حلقه‌ای | ۰٫۹۴۲۲ | ۰۶ دقیقه ۰۶ ثانیه | ۲۴°۳۰′شمالی ۱°۰۰′غربی / ۲۴٫۵°شمالی ۱٫۰°غربی     | ۲۵۶ کیلومتر (۱۵۹ مایل) |                 | [ ۱ ]    |
| ۲۸ اوت ۲۹۹۴     | ۰۵:۰۵:۳۸           | ۱۸۰        | کامل   | ۱٫۰۱۷۶ | ۰۱ دقیقه ۳۱ ثانیه | ۳۲°۳۰′جنوبی ۹۹°۱۸′شرقی / ۳۲٫۵°جنوبی ۹۹٫۳°شرقی   | ۸۷ کیلومتر (۵۴ مایل)   |                 | [ ۱ ]    |
| ۲۲ ژانویه ۲۹۹۵  | ۰۶:۳۹:۲۴           | ۱۴۷        | جزئی   | ۰٫۰۳۶۳ | —                 | ۶۳°۳۰′جنوبی ۱۲۳°۴۸′غربی / ۶۳٫۵°جنوبی ۱۲۳٫۸°غربی | —                      |                 | [ ۱ ]    |
| ۲۰ فوریه ۲۹۹۵   | ۱۹:۰۲:۵۸           | ۱۸۵        | جزئی   | ۰٫۵۶۰۸ | —                 | ۶۱°۳۶′شمالی ۱۵۳°۵۴′غربی / ۶۱٫۶°شمالی ۱۵۳٫۹°غربی | —                      |                 | [ ۱ ]    |
| ۱۸ ژوئیه ۲۹۹۵   | ۲۳:۱۱:۴۰           | ۱۵۲        | جزئی   | ۰٫۵۲۹۷ | —                 | ۶۳°۴۲′شمالی ۸°۰۶′غربی / ۶۳٫۷°شمالی ۸٫۱°غربی     | —                      |                 | [ ۱ ]    |
| ۱۷ اوت ۲۹۹۵     | ۱۳:۰۳:۱۱           | ۱۹۰        | جزئی   | ۰٫۰۰۳۶ | —                 | ۶۲°۰۰′جنوبی ۶۰°۱۲′غربی / ۶۲٫۰°جنوبی ۶۰٫۲°غربی   | —                      |                 | [ ۱ ]    |
| ۱۱ ژانویه ۲۹۹۶  | ۲۱:۴۴:۳۸           | ۱۵۷        | کامل   | ۱٫۰۳۹۷ | ۰۲ دقیقه ۲۰ ثانیه | ۷۲°۵۴′جنوبی ۸۱°۳۰′غربی / ۷۲٫۹°جنوبی ۸۱٫۵°غربی   | ۲۴۳ کیلومتر (۱۵۱ مایل) |                 | [ ۱ ]    |
| ۶ ژوئیه ۲۹۹۶    | ۲۳:۴۴:۰۳           | ۱۶۲        | حلقه‌ای | ۰٫۹۵۰۸ | ۰۴ دقیقه ۴۴ ثانیه | ۵۱°۳۶′شمالی ۱۴۵°۳۶′غربی / ۵۱٫۶°شمالی ۱۴۵٫۶°غربی | ۲۰۸ کیلومتر (۱۲۹ مایل) |                 | [ ۱ ]    |
| ۳۱ دسامبر ۲۹۹۶  | ۱۲:۵۸:۱۷           | ۱۶۷        | کامل   | ۱٫۰۲۴۹ | ۰۲ دقیقه ۱۴ ثانیه | ۳۲°۵۴′جنوبی ۶°۱۲′شرقی / ۳۲٫۹°جنوبی ۶٫۲°شرقی     | ۸۶ کیلومتر (۵۳ مایل)   |                 | [ ۱ ]    |
| ۲۶ ژوئن ۲۹۹۷    | ۰۳:۴۱:۴۴           | ۱۷۲        | حلقه‌ای | ۰٫۹۹۱۶ | ۰۱ دقیقه ۰۰ ثانیه | ۷°۱۲′شمالی ۱۴۱°۵۴′شرقی / ۷٫۲°شمالی ۱۴۱٫۹°شرقی   | ۳۱ کیلومتر (۱۹ مایل)   |                 | [ ۱ ]    |
| ۲۰ دسامبر ۲۹۹۷  | ۲۳:۴۵:۱۵           | ۱۷۷        | حلقه‌ای | ۰٫۹۶۹۶ | ۰۳ دقیقه ۴۰ ثانیه | ۹°۳۶′شمالی ۱۶۱°۵۴′غربی / ۹٫۶°شمالی ۱۶۱٫۹°غربی   | ۱۳۰ کیلومتر (۸۱ مایل)  |                 | [ ۱ ]    |
| ۱۵ ژوئن ۲۹۹۸    | ۱۴:۴۹:۲۷           | ۱۸۲        | جزئی   | ۰٫۹۷۹۲ | —                 | ۶۶°۳۰′جنوبی ۳۲°۳۰′غربی / ۶۶٫۵°جنوبی ۳۲٫۵°غربی   | —                      |                 | [ ۱ ]    |
| ۱۰ دسامبر ۲۹۹۸  | ۰۳:۱۸:۳۱           | ۱۸۷        | جزئی   | ۰٫۴۷۷۳ | —                 | ۶۷°۱۲′شمالی ۱۴۵°۰۰′شرقی / ۶۷٫۲°شمالی ۱۴۵٫۰°شرقی | —                      |                 | [ ۱ ]    |
| ۶ مه ۲۹۹۹       | ۲۳:۲۳:۵۷           | ۱۵۴        | کامل   | ۱٫۰۵۶۶ | ۰۳ دقیقه ۲۵ ثانیه | ۷۱°۳۰′شمالی ۱۷۷°۱۸′شرقی / ۷۱٫۵°شمالی ۱۷۷٫۳°شرقی | ۳۴۵ کیلومتر (۲۱۴ مایل) |                 | [ ۱ ]    |
| ۳۰ اکتبر ۲۹۹۹   | ۰۹:۳۴:۳۳           | ۱۵۹        | حلقه‌ای | ۰٫۹۵۸۶ | —                 | ۷۰°۵۴′جنوبی ۸۴°۴۲′غربی / ۷۰٫۹°جنوبی ۸۴٫۷°غربی   | —                      |                 | [ ۱ ]    |
| ۲۶ آوریل ۳۰۰۰   | ۱۴:۱۸:۰۶           | ۱۶۴        | کامل   | ۱٫۰۲۲۲ | ۰۲ دقیقه ۱۱ ثانیه | ۲۱°۰۶′شمالی ۱۸°۲۴′غربی / ۲۱٫۱°شمالی ۱۸٫۴°غربی   | ۷۶ کیلومتر (۴۷ مایل)   |                 | [ ۱ ]    |
| ۱۹ اکتبر ۳۰۰۰   | ۱۶:۱۰:۱۶           | ۱۶۹        | مرکب   | ۱٫۰۰۴۹ | ۰۰ دقیقه ۲۹ ثانیه | ۲۳°۰۶′جنوبی ۵۱°۳۶′غربی / ۲۳٫۱°جنوبی ۵۱٫۶°غربی   | ۱۷ کیلومتر (۱۱ مایل)   |                 | [ ۱ ]    |